# Simone Weil
Pour les articles homonymes, voir Weil.
Ne doit pas être confondue avec la femme politique Simone Veil.
Simone Weil ([simɔn vɛj]) est une philosophe humaniste française, née à Paris le 3 février 1909 et morte à Ashford (Angleterre) le 24 août 1943.
Sans élaborer de système nouveau, elle souhaite faire de la philosophie une manière de vivre, non pour acquérir des connaissances, mais pour être dans la vérité. Dès 1931, elle enseigne la philosophie et s'intéresse aux courants marxistes anti-staliniens. Elle est l'une des rares philosophes à avoir tenté de comprendre la « condition ouvrière » par l'expérience concrète du travail en milieu industriel et agricole. Successivement militante syndicale, proche ou sympathisante des groupes révolutionnaires trotskistes et anarchistes et des formations d'extrême-gauche, mais sans toutefois adhérer à aucun parti politique,, écrivant notamment dans les revues La Révolution prolétarienne et La Critique sociale, puis engagée dans la Résistance au sein des milieux gaullistes de Londres, Simone Weil prend ouvertement position à plusieurs reprises dans ses écrits contre le nazisme, et n’a cessé de vivre dans une quête de la justice et de la charité. S'intéressant à la question du sens du travail et de la dignité des travailleurs, elle postule un régime politique qui « ne serait ni capitaliste ni socialiste ».
Née dans une famille alsacienne d'origine juive et agnostique, elle se convertit à partir de 1936 à ce qu'elle nomme l'« amour du Christ », et ne cesse d’approfondir sa quête de la spiritualité chrétienne. Bien qu'elle n'ait jamais adhéré par le baptême au catholicisme, elle se considérait, et est aujourd'hui reconnue, comme une mystique chrétienne. Elle est aussi parfois vue comme une « anarchiste chrétienne ».
Elle propose une lecture nouvelle de la pensée grecque ; elle commente la philosophie de Platon, en qui elle voit « le père de la mystique occidentale » ; elle traduit et interprète aussi les grands textes littéraires, philosophiques et religieux grecs, dans lesquels elle découvre des « intuitions préchrétiennes », qu’elle met en parallèle avec les écritures sacrées hindoues et avec le catharisme. Ses écrits, où la raison se mêle aux intuitions religieuses et aux éléments scientifiques et politiques, malgré leur caractère apparemment disparate, ont un fil directeur à chercher dans son amour impérieux de la vérité, définie comme le besoin de l'âme humaine le plus sacré.
À bout de forces, elle meurt d’épuisement moral et physique ainsi que de tuberculose dans un sanatorium anglais le 24 août 1943, à 34 ans.

## Biographie

### Enfance

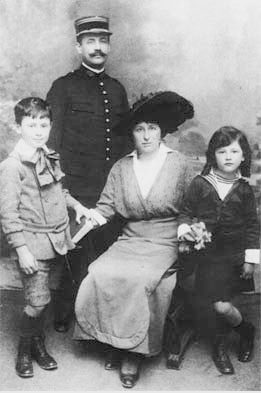
La famille Weil en 1916.

Simone Adolphine Weil naît le 3 février 1909 à cinq heures du matin dans le 10e arrondissement de Paris, dans une famille d'origine juive alsacienne du côté paternel, installée à Paris depuis plusieurs générations. La famille Weil habite alors au 19, boulevard de Strasbourg : c'est là que Simone Weil voit le jour. Elle a trois ans de moins que son frère, le futur mathématicien André Weil.
Sa mère, Salomea Reinherz, d'origine juive ukrainienne, est née à Rostov-sur-le-Don et a été élevée en Belgique. Son père, Bernard Weil, est chirurgien militaire. La famille habite au 37 boulevard Saint-Michel à Paris jusqu'à ce que son père soit mobilisé lors de la Première Guerre mondiale, dans le Service de santé, et sa famille suit ses différentes affectations. La famille revient au 37 boulevard Saint-Michel à Paris en janvier 1919 et y reste jusqu'en 1929. Ils déménagent, toujours dans la capitale, au 3 rue Auguste-Comte en mai 1929. Ses parents font partie de la bourgeoisie parisienne.
Elle grandit avec son frère dans une famille unie, dans un environnement aimant et sain, extrêmement stimulant intellectuellement et dans lequel il y avait une grande liberté de raillerie et d'ironie en plus d'une grande chaleur humaine. Les deux enfants Weil se stimulaient intellectuellement l'un l'autre. À Mayenne en 1916, ils inventèrent un jeu qui consistait à se réciter des scènes entières de Corneille et de Racine, puis à donner une gifle à celui ou celle qui se trompait ou oubliait son texte. Simone ne s'intéressait que peu aux jeux de son âge, presque tout son intérêt était tourné vers les livres. Leurs parents supervisaient de près leur éducation. La mère de Simone souhaitait que les méthodes d'enseignement qu'elle recevait lui permissent de développer son raisonnement et son jugement plutôt que de solliciter uniquement sa mémoire. Simone était très maladroite de ses mains et gardera ce trait toute sa vie.

### Études
Elle entre au lycée de jeunes filles de Laval en octobre 1917. Elle ne reçoit aucune éducation religieuse, comme elle en témoigne elle-même : « J'ai été élevée par mes parents et par mon frère dans un agnosticisme complet ». À la fin de l'année scolaire, elle reçoit le prix d'excellence de sa classe ainsi que beaucoup d'autres prix.

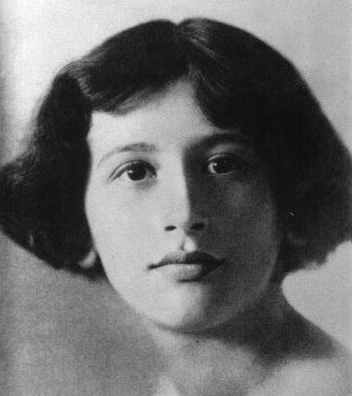
Simone Weil en 1921.

Le 3 octobre 1919, elle rentre au lycée Fénelon à Paris, en première A. Simone exerçait une grande influence sur ses camarades et les élevait presque jusqu'à son niveau de culture et de pensée si bien que son professeur trouvait que Simone « surchauffait » la classe. Simone, ayant une santé fragile depuis la naissance, ne retourna pas au lycée Fénelon pour l'année scolaire 1920-1921, elle prit des leçons particulières et fit de grand progrès. Lors de cet hiver 1920-1921 elle écrit un conte poétique « Les lutins du feu » (publié dans Poèmes, suivis de Venise sauvée), où les flammes deviennent des personnages dansant et luttant, s'évanouissant et se ranimant. En octobre 1921 elle retourne au lycée Fénelon mais n'y reste que trois mois avant de suivre un trimestre au collège Sévigné et de finir l'année en prenant des leçons particulières et des cours de grec ancien.
En octobre 1922 elle retourne au lycée Fénelon en quatrième A. Elle connaît alors un grand désespoir, pensant être mal douée. À propos de cette période, elle racontera plus tard dans un texte publié dans Attente de Dieu : « Après des mois de ténèbres intérieures, j'ai eu soudain et pour toujours la certitude que n'importe quel humain, même si ses facultés naturelles sont presque nulles, pénètre dans ce royaume de la vérité réservé au génie, si seulement il désire la vérité et fait perpétuellement un effort d'attention pour l'atteindre,. »

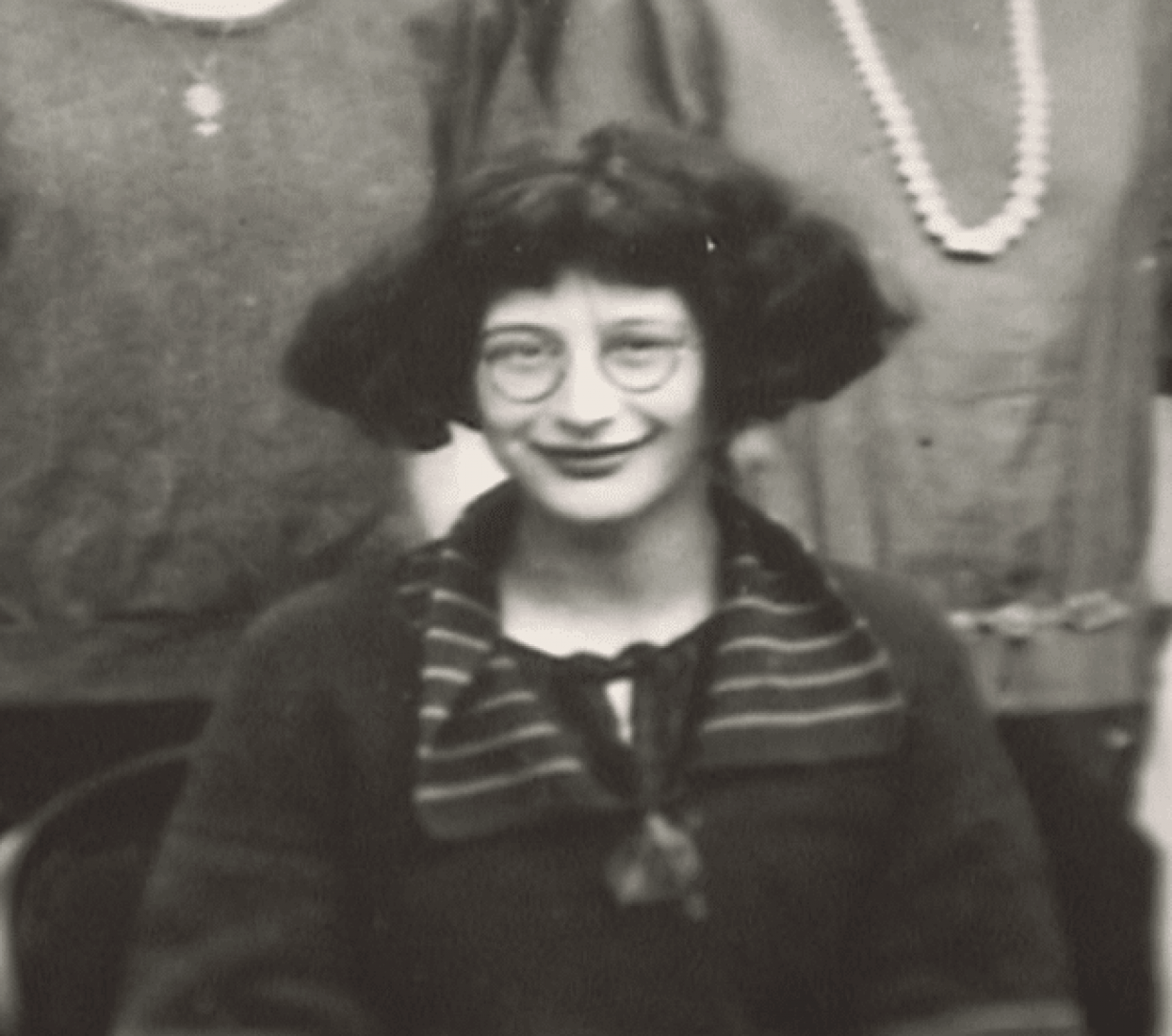
Simone Weil en 1922/1923

Au début de l'année scolaire 1923-1924, Simone est au lycée Fénelon en cinquième A. Elle quitte le lycée en décembre et prend des leçons particulières. Elle a un professeur très original qui explique merveilleusement bien (selon sa mère) le Phédon et le Criton de Platon. 
En 1924-1925, elle suit les cours du philosophe René Le Senne au lycée Victor-Duruy, à Paris. Elle devient vite sa meilleure élève, elle comptait parmi les cinq ou six élèves les plus brillantes qu'il eût rencontrées dans sa carrière. Elle obtient, au mois de juin 1925, le baccalauréat de philosophie à seize ans.

En octobre 1925, elle entre en hypokhâgne au lycée Henri-IV. Elle a pour professeur de philosophie le philosophe Alain qui demeure son maître. Simone de Beauvoir, d'un an son aînée, qui croise son chemin en 1926 dans la cour de la Sorbonne, accompagnée d'une « bande d'anciens élèves d'Alain », avec dans la poche de sa vareuse un numéro des Libres propos et L'Humanité, témoigne de la petite notoriété dont elle bénéficiait déjà : « Elle m'intriguait, à cause de sa réputation d'intelligence et de son accoutrement bizarre... Une grande famine venait de dévaster la Chine, et l'on m'avait raconté qu'en apprenant cette nouvelle, elle avait sangloté : ces larmes forcèrent mon respect plus encore que ses dons philosophiques. » 

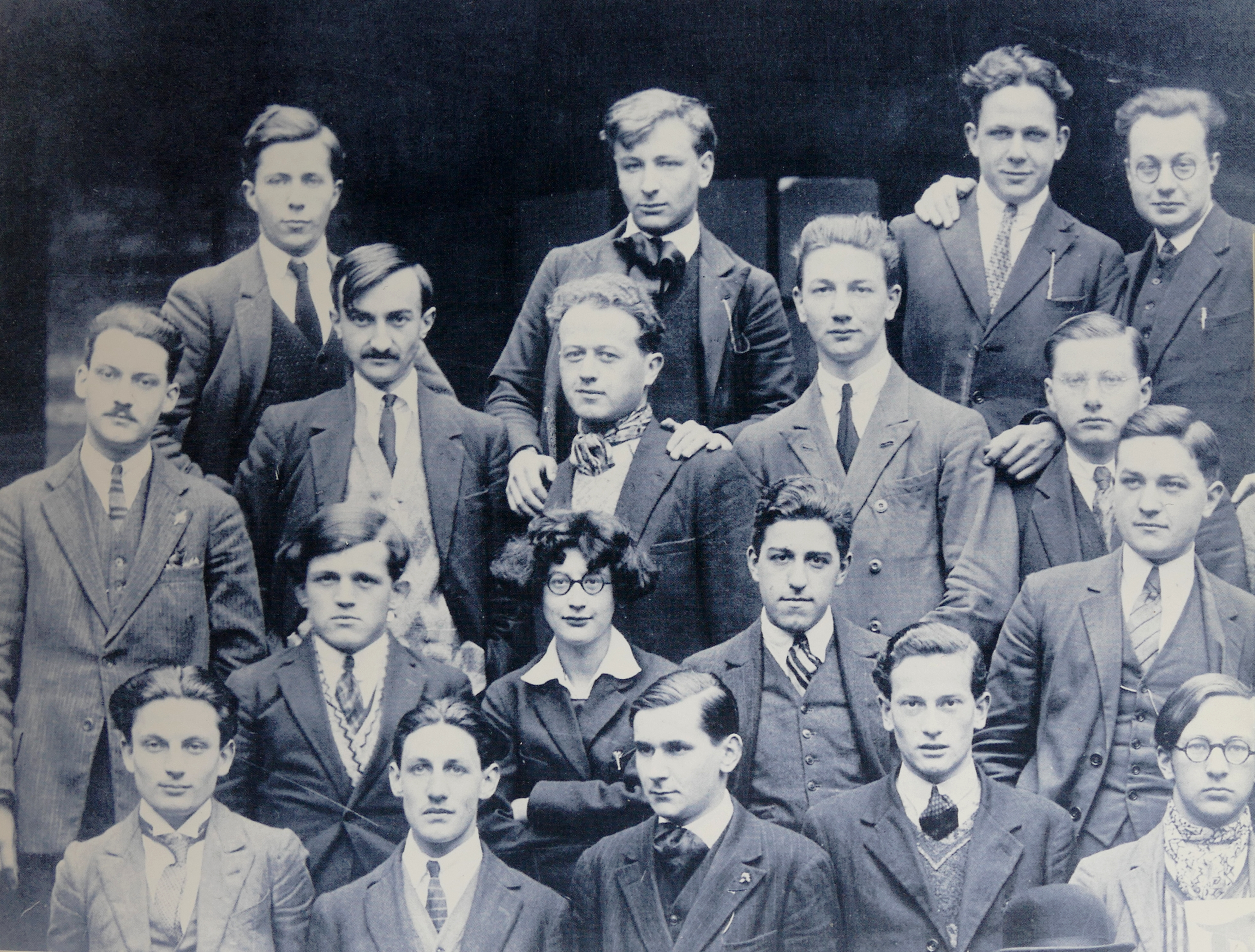
Simone Weil au Lycée Henri-IV.

Avant de la connaître, ses camarades la trouvaient dure. Simone Pétrement, sa camarade à Henri IV et sa biographe, la décrit comme suit : « Sa fierté était grande, en un sens, mais elle savait n'être pas susceptible ; elle ne tenait pas compte des blessures d'amour-propre, elle allait chercher ceux qui ne l'aimaient pas. Elle semblait sans rancune, sans colère pour ce qui la touchait seule. […] Elle était sans doute réellement différente en ce sens qu'elle était déjà bien au-dessus du niveau commun, par la pureté des sentiments et la force du caractère plus encore que par l'intelligence. »
Dans les premières années de khâgne, Simone, et plus généralement les autres élèves sont tellement absorbés par les cours d'Alain qu'ils délaissent un peu les autres. L'administration du lycée lui reproche son habillement, ses façons garçonnières, son non-conformisme. Un jour, lors de sa troisième année de khâgne, le censeur avait décidé que les filles ne devaient pas s'asseoir en classe parmi les garçons, mais à part. Simone fit deux écriteaux mentionnant « Côté hommes » et « Côté femmes ». Elle fut renvoyée pour huit jours.
Certains disciples d'Alain, parmi lesquels Simone, voulaient recréer des Universités populaires car ils comprenaient que l'instruction est une puissance et que sans cette puissance le peuple ne pourrait pas gouverner réellement. En août 1927, ils formèrent une association, le « Groupe d'éducation sociale », où sont dispensés des cours de français, de mathématiques, de physique, et un cours d'éducation sociale tous les quinze jours le dimanche matin. Simone faisait partie des professeurs et même André Weil donna quelques cours de mathématiques. L'enseignement durera jusqu'en 1930-1931. À la fin de l'année scolaire 1927-1928, Alain donna comme appréciation pour Simone Weil : « Excellente élève ; force d'esprit peu commune ; ample culture. Réussira brillamment si elle ne s'engage pas dans des chemins obscurs. Dans tous les cas sera remarquée ». 
Elle est reçue sixième sur 218 au concours d'entrée de l’École normale supérieure rue d'Ulm en 1928, à 19 ans. C'est à l'École normale supérieure qu'elle s'engagea dans des actions politiques avec ses camarades à travers des pétitions, des collectes pour le fonds de grève d'un syndicat ou pour les caisses de chômage. Une pétition circula contre la préparation militaire qui accordait le rang d'officier en faisant un service militaire plus court. Alain avait écrit en septembre 1928 : « Il y a quelque chose de plus beau à voir que celui qui n'aime pas obéir, c'est celui qui n'aime pas commander ». Simone fit campagne pour la pétition et alla réclamer des signatures en faisant des reproches à ceux qui ne la signaient pas. La pétition suscita la fureur de la presse,. Un jour, Simone alla quêter chez le directeur adjoint de l'École pour la caisse de chômage, il lui donna 20 francs en l'avertissant que son don devait rester anonyme. Dans la foulée, Simone afficha sur le panneau d'information de l'École : « Suivez l'exemple de votre directeur adjoint. Donnez anonymement à la Caisse de chômage ».
Elle passe une partie de l'été 1929 chez sa tante à Marnoz dans le Jura pour partager les travaux des paysans dans les champs. Durant sa jeunesse elle s'est toujours intéressée aux travaux manuels. Elle adoucissait toujours la réalité pour ne pas inquiéter ses parents, ce qu'elle fera toute sa vie. Dans ses lettres, elle insiste surtout sur ses balades avec sa cousine, les fêtes où elle apprend à danser, etc.. Les relations humaines lui donnaient le plus de joie : « Ce qui rend le séjour ici agréable, c'est que je cause avec les gens du pays. » « Nous passons en ce moment nos journées au flanc d'une montagne où tout le pays fait maintenant le regain, et où on travaille tous ensemble. […] Si je me trouve bien ici, c'est que j'ai fait amitié avec les gens du pays. Les travaux, les foires, les fêtes ne sont que des occasions d'entretenir cette amitié en partageant leur vie ». 
Son mémoire de diplôme d'études supérieures en 1930 porte sur Science et Perception dans Descartes. Il fut publié plus tard dans le recueil de textes Sur la science. Elle est reçue septième à l'agrégation de philosophie en 1931, à 22 ans, et commence une carrière de professeur au lycée du Puy-en-Velay, avant d'autres postes dans divers lycées de province.

### Enseignement, syndicalisme et expérience de l'usine

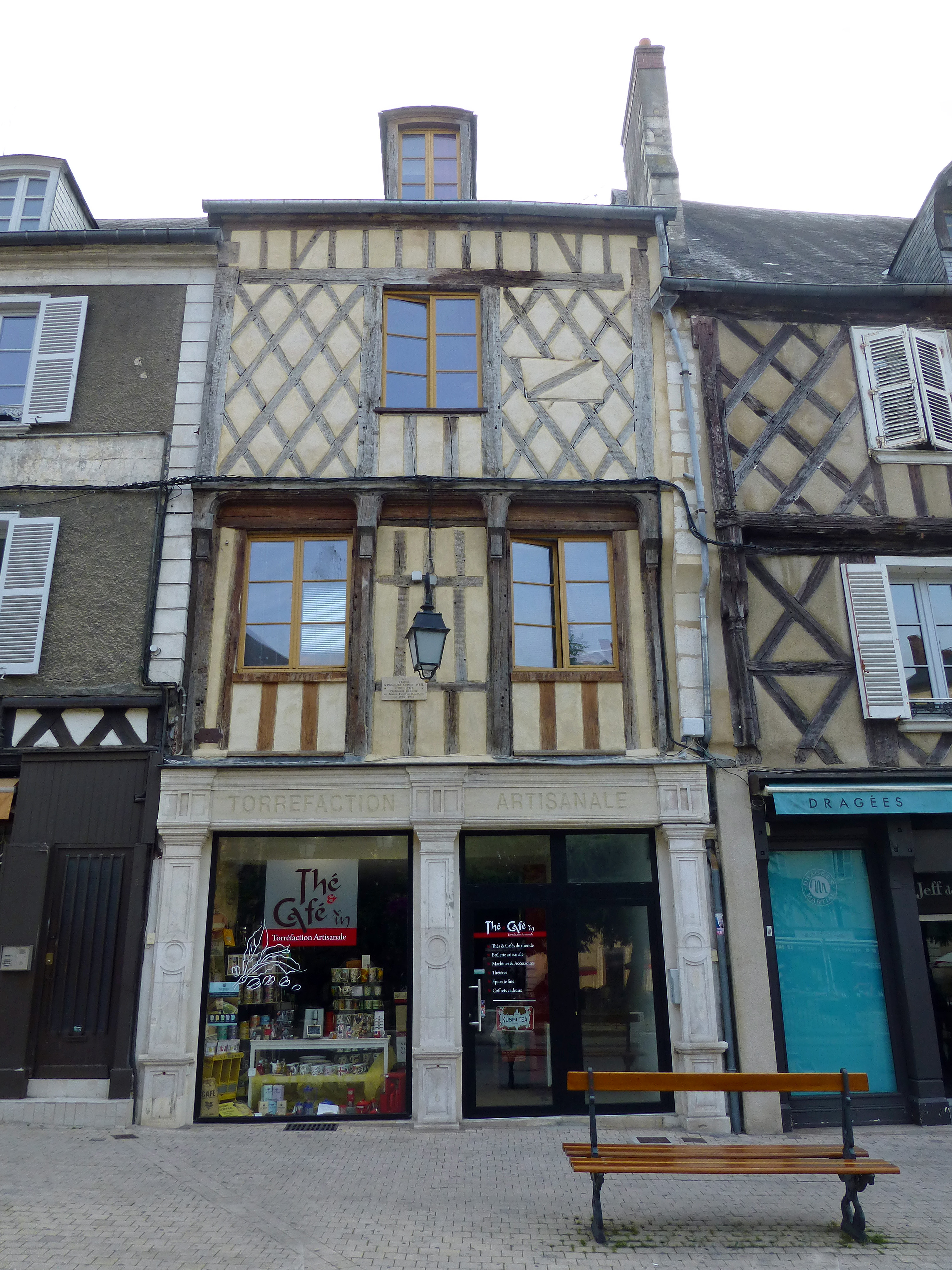
Maison où vécut Simone Weil, professeur au lycée de jeunes filles de Bourges en 1935-1936 (actuel lycée Marguerite de Navarre).

Au cours de l'hiver 1932-1933, au Puy-en-Velay, elle est solidaire des syndicats ouvriers, elle se joint au mouvement de grève contre le chômage et les baisses de salaire, ce qui provoque un scandale. Décidée à vivre avec cinq francs par jour, comme les chômeurs du Puy, elle sacrifie tout le reste de ses émoluments de professeur à la Caisse de Solidarité des mineurs. Syndicaliste de l’enseignement, elle milite dans l'opposition interne à la CGTU, et elle est favorable à l’unification syndicale avec la CGT. Elle écrit dans les revues syndicalistes révolutionnaires L’École émancipée et La Révolution prolétarienne de Pierre Monatte, notamment sous le pseudonyme « S. Galois ». Suivant avec beaucoup d’attention l’évolution de l’expérience communiste en Union soviétique, elle participe à partir de 1932, au Cercle communiste démocratique de Boris Souvarine, qu’elle a connu par l’intermédiaire de l'anarcho-syndicaliste Nicolas Lazarévitch. Elle écrit dans la revue marxiste La Critique sociale, dirigée par Souvarine, en 1933 et 1934. Hostile au régime instauré par Staline, elle critique le communisme et tient tête à Trotski, alors qu'il est caché par les Weil dans l'appartement familial rue Auguste Comte, avec sa femme Natalia Sedova.
Elle passe quelques semaines en Allemagne, au cours de l'été 1932, dans le but de comprendre les raisons de la montée en puissance du nazisme. À son retour, elle commente la montée au pouvoir de Hitler dans plusieurs articles, entre autres dans La Révolution prolétarienne. Ayant obtenu un congé d'une année pour études personnelles, elle abandonne provisoirement sa carrière d'enseignante, à partir de septembre 1934 ; elle décide de prendre, dans toute sa dureté, la condition d'ouvrière, non pas à titre de simple expérience, mais comme incarnation totale, afin d'avoir une conscience parfaite du malheur ; elle veut penser le rapport entre la technique moderne, la production de masse et la liberté : dès le 4 décembre, elle est ouvrière sur presse chez Alsthom (devenue depuis lors Alstom) dans le 15e arrondissement de Paris,, puis elle travaille à la chaîne aux Forges de Basse-Indre, à Boulogne-Billancourt, et enfin, jusqu'au mois d'août 1935, comme fraiseuse chez Renault. Elle connaît la faim, la fatigue, les rebuffades, l'oppression du travail à la chaîne sur un rythme forcené, l'angoisse du chômage et le licenciement,. Elle note ses impressions dans son Journal d'usine.

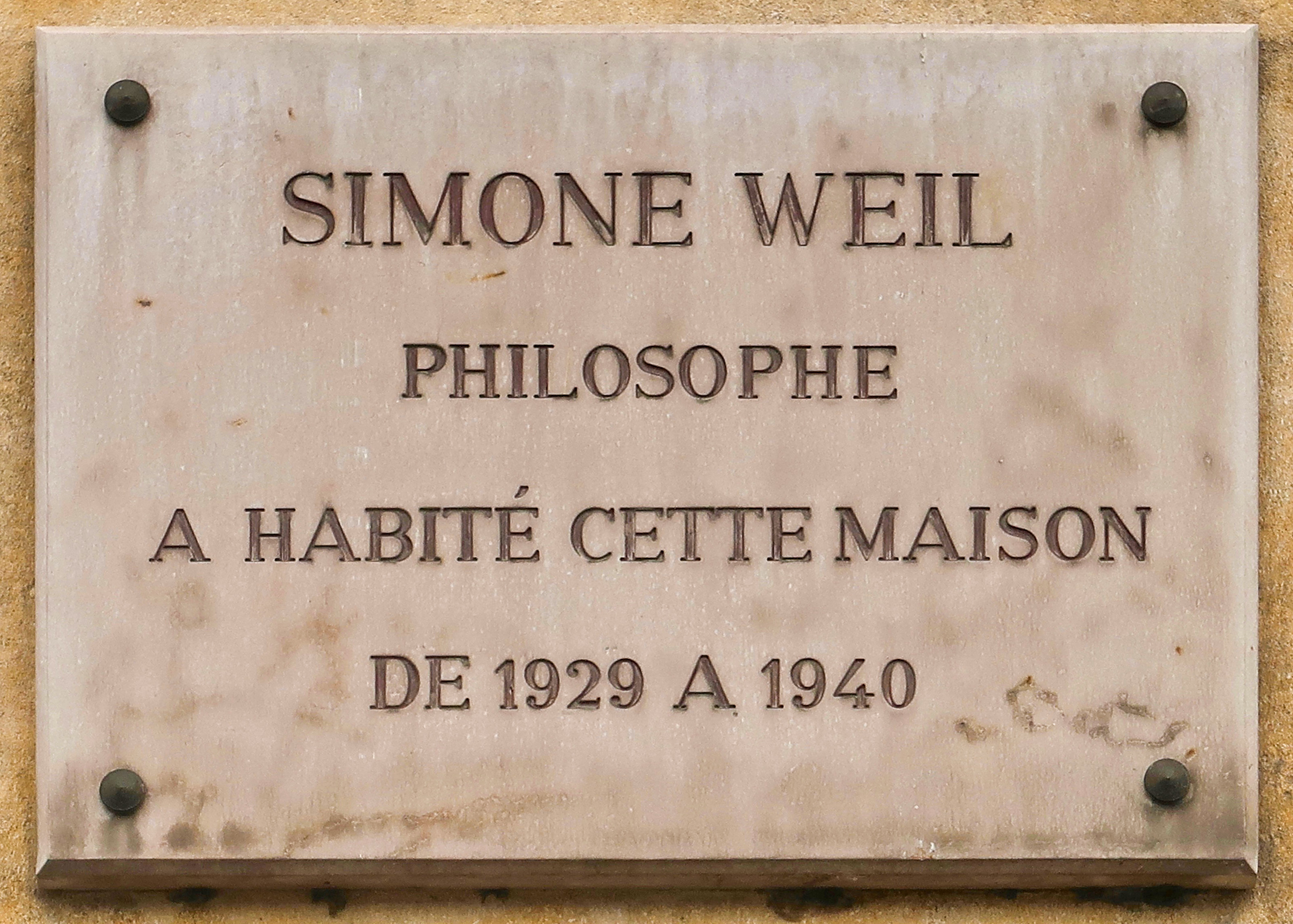
Plaque au n°3 de la rue Auguste-Comte (Paris), où elle habite de 1929 à 1940.

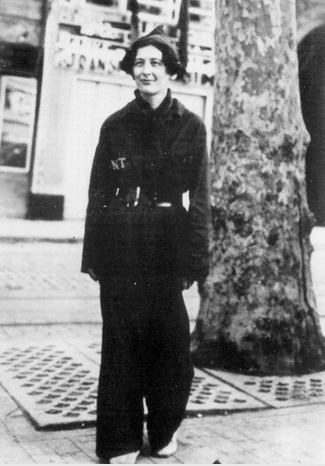
Simone Weil pendant la guerre d'Espagne (1936).

L'épreuve dépasse ses forces. Sa mauvaise santé l'empêche de poursuivre le travail en usine. Simone Weil souffre en particulier de maux de tête qui dureront toute sa vie. Elle reprend son métier de professeur de philosophie au lycée de Bourges à l'automne 1935, et donne une grande partie de ses revenus à des personnes dans le besoin. Elle prend part aux grèves de 1936 et milite avec passion pour un pacifisme intransigeant entre états : « Comment donner en fait aux hommes qui composent le peuple de France la possibilité d'exprimer parfois un jugement sur les grands problèmes de la vie publique ? Comment empêcher, au moment où le peuple est interrogé, qu'il circule à travers lui aucune espèce de passion collective ? Si on ne pense pas à ces deux points, il est inutile de parler de légitimité républicaine ».

### Guerre d'Espagne
En août 1936, malgré son pacifisme, elle décide de prendre part à la guerre d’Espagne, expliquant à Georges Bernanos : « Je n’aime pas la guerre ; mais ce qui m’a toujours fait le plus horreur dans la guerre, c’est la situation de ceux qui se trouvent à l’arrière et bavardent de ce qu'ils ignorent ». Elle prend le train pour Barcelone et arrive à Portbou le 8 août 1936. Son Journal d'Espagne montre qu'elle est surtout désireuse d'aller au plus près du peuple, des paysans espagnols, sans porter les armes ; elle s’engage dans la colonne Durruti au début de la guerre civile espagnole aux côtés des anarchistes et des révolutionnaires, tels Boris Souvarine, Diego Abad de Santillan, Juan Garcia Oliver et Buenaventura Durruti. Bien qu'intégrée dans une colonne de la CNT anarcho-syndicaliste, elle s'élève contre l'exécution d'un jeune garçon de quinze ans qui affirme avoir été enrôlé de force comme phalangiste, et stigmatise la vengeance aveugle et les exécutions arbitraires, ce qu'elle appellera plus tard « la barbarie ». Dans une lettre adressée à Georges Bernanos, elle rappelle comment elle faillit assister à l'exécution d'un prêtre franquiste, et rapporte l'attitude de cynisme tranquille à l'égard du meurtre qu'elle découvre dans les rangs des républicains : « Je n'ai jamais vu personne même dans l'intimité exprimer de la répulsion, du dégoût ou seulement de la désapprobation à l'égard du sang inutilement versé. […] J'ai rencontré en revanche des Français paisibles, que jusque-là je ne méprisais pas, qui n'auraient pas eu l'idée d'aller eux-mêmes tuer, mais qui baignaient dans cette atmosphère imprégnée de sang avec un visible plaisir. » La même année, elle est gravement brûlée après avoir posé le pied dans une marmite d'huile bouillante posée à ras du sol, et doit repartir le 25 septembre pour la France. En à peine un mois et demi, elle a jeté un regard critique sur la révolution et sur son propre militantisme, et elle a compris l'impossibilité du rêve anarchiste, dans les conflits au sein du Front populaire espagnol et les oppositions entre les différentes gauches et la guerre civile. Volontairement, elle ne reviendra plus en Espagne. En 1937 elle collabore aux Nouveaux cahiers, revue économique et politique défendant une collaboration économique franco-allemande.
Après l'expérience de la condition ouvrière, puis de la guerre d'Espagne, Simone Weil avoue : « Le malheur des autres est entré dans ma chair et dans mon âme » ; ces épreuves l'amènent à rompre avec l'humanisme de la volonté cher à Alain. Car l'homme irrémédiablement séparé du bien qu'il désire est faible face au mal, et impuissant à se sauver seul : « La faute de Chartier est d'avoir refusé la douleur », dira Simone Weil en 1941.

### L'expérience de la grâce
Dans l'expérience directe de la barbarie en Espagne, Simone Weil a su discerner le phénomène, à l'œuvre dans le totalitarisme moderne, d'identification du bien et de la puissance ; cette identification perverse interdit toute réflexion personnelle par le jeu des passions collectives et l'opinion dominante du plus grand nombre ; pire encore : entraîné par la force collective du groupe, l'individu cède à l'adoration de cette puissance. En abandonnant le rationalisme d'Alain et une philosophie centrée sur l'Homme, la pensée de Simone Weil va donc franchir un seuil important, grâce à la révélation que seul l'amour surnaturel est capable de répondre au malheur.

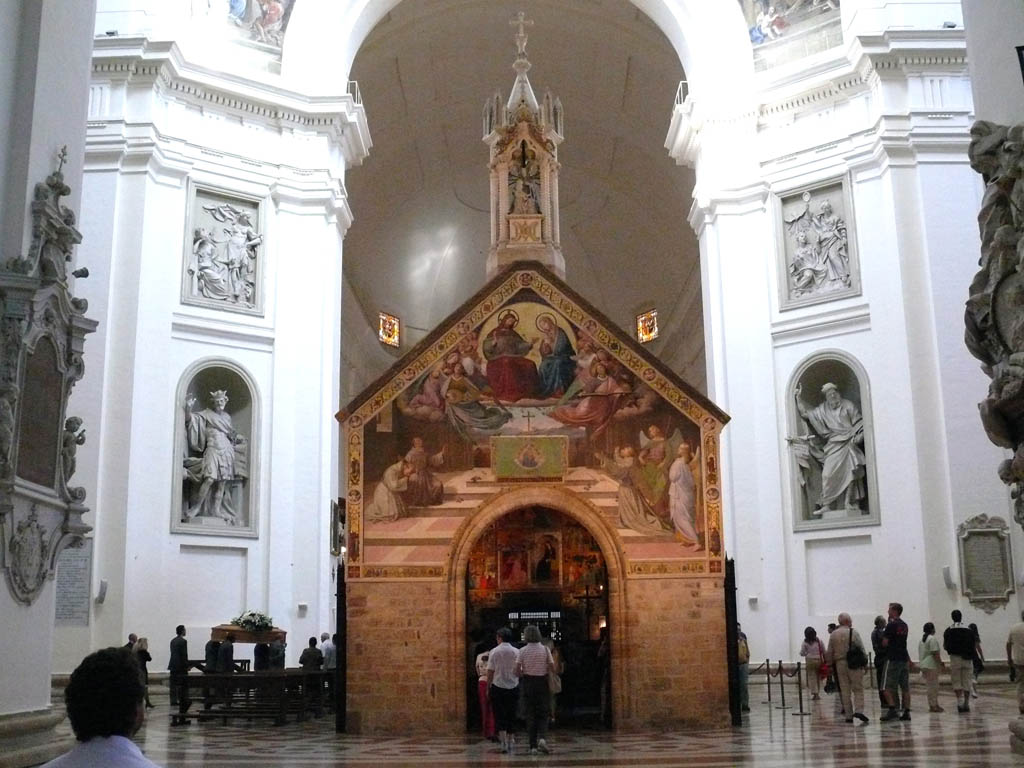
La Portioncule, chapelle de la basilique Sainte-Marie-des-Anges d'Assise.

Née dans une famille agnostique, Simone Weil se rapproche du christianisme, à l'occasion de trois contacts avec la foi catholique qu'elle a elle-même jugés décisifs dans son évolution : le premier eut lieu en septembre 1935, dans le petit port de Póvoa de Varzim au Portugal, où entendant chanter des cantiques « d'une tristesse déchirante », elle a « soudain la certitude que le christianisme est par excellence la religion des esclaves », et qu'elle ne peut pas ne pas y adhérer. La deuxième expérience est celle vécue en 1937, alors qu'elle passe deux jours à Assise en Italie, dont elle parle en ces termes : « Là, étant seule dans la petite chapelle romane de Sainte-Marie-des-Anges, incomparable merveille de pureté, où François d'Assise a prié bien souvent, quelque chose de plus fort que moi m'a obligée, pour la première fois de ma vie, à me mettre à genoux. » Enfin, en 1938, elle assiste à la Semaine sainte à Solesmes dans la Sarthe, en suivant tous les offices, centrés sur la Passion du Christ. Elle éprouve en même temps « une joie pure et parfaite dans la beauté inouïe du chant et des paroles » : elle découvre ainsi, par analogie, « la possibilité d'aimer l'amour divin à travers le malheur » ; quelques mois plus tard, elle connaît l'expérience mystique qui va changer sa vie : « Dans un moment d’intense douleur physique, alors que je m’efforçais d’aimer, j’ai senti une présence plus personnelle, plus certaine, plus réelle que celle d’un être humain, inaccessible et aux sens et à l’imagination, analogue à l’amour qui transparaît à travers le plus tendre sourire d’un être aimé. » C’est en récitant le poème Amour de George Herbert qu’elle éprouve cette présence du Christ, affirmant : « Le Christ lui-même est descendu et m'a prise ». Elle entre en contact avec des prêtres et des religieux, afin de leur poser des questions sur la foi de l'Église catholique. Le père Joseph-Marie Perrin, religieux dominicain, l'accompagne et a un rôle important lorsqu'elle est à Marseille, entre 1940 et 1942.
Plusieurs raisons l'empêchent de se convertir totalement au christianisme, notamment l'influence qu'a l'Ancien Testament sur le christianisme. Dans une lettre adressée à Déodat Roché le 23 janvier 1941, elle écrit : « Le rang de texte sacré accordé à des récits pleins de cruautés impitoyables m’a toujours tenue éloignée du christianisme, d’autant plus que depuis vingt siècles ces récits n’ont jamais cessé d’exercer une influence sur tous les courants de la pensée chrétienne ; si du moins on entend par le christianisme les Églises aujourd’hui classées dans cette rubrique. […] L’influence de l’Ancien Testament et celle de l’Empire Romain, dont la tradition a été continuée par la papauté, sont à mon avis les deux causes essentielles de la corruption du christianisme. » En avril 1942, elle écrit un questionnaire qu'elle remet à Dom Clément, bénédictin à l’abbaye d’En-Calcat. Ce questionnaire avait pour but de savoir si ses convictions étaient compatibles avec l'Église : « Quand on a foi dans les mystères de la Trinité, de l’Incarnation et de l’Eucharistie, mais qu’on ne voit aucune possibilité de jamais parvenir à adhérer à la conception chrétienne de l’histoire, peut-on légitimement songer à entrer dans l’Église ? (Quand, de plus, on attache une grande importance à la conception de l’histoire, au point de ne pouvoir accepter en aucun cas de s’abstenir d’exprimer là-dessus ce qu’on pense quand l’occasion s’en présente.) […] Est-on anathème quand on pense que la source d’où est issu pour Israël le commandement de détruire les villes, de massacrer les peuples et d’exterminer les prisonniers et les enfants n’était pas Dieu ; et qu’avoir pris Dieu pour l’auteur d’un tel commandement était une erreur incomparablement plus grave que les formes même les plus basses de polythéisme et d’idolâtrie ; et qu’en conséquence, jusqu’à l’époque de l’exil, Israël n’a eu presque aucune connaissance du vrai Dieu, alors qu’une telle connaissance se trouvait parmi l’élite de la plupart des autres peuples ? »
Vers la fin de sa vie en 1943, elle écrit un texte, improprement appelé « Dernier texte », qu'elle remet à une camarade pour que celle-ci le fasse voir aux prêtres ou aux religieux qu'elle pourrait connaître,. Dans ce texte elle définit ses positions par rapport à l'Église : « Je crois, c’est-à-dire, non pas que je prenne à mon compte ce que dit l’Église sur ces points, pour l’affirmer comme on affirme des faits d’expérience ou des théorèmes de géométrie ; mais que j’adhère par l’amour à la vérité parfaite, insaisissable, enfermée à l’intérieur de ces mystères. […] Je ne reconnais à l’Église aucun droit de limiter les opérations de l’intelligence ou les illuminations de l’amour dans le domaine de la pensée. Je lui reconnais la mission, comme dépositaire des sacrements et gardienne des textes sacrés, de formuler des décisions sur quelques points essentiels, mais seulement à titre d’indication pour les fidèles. Je ne lui reconnais pas le droit d’imposer les commentaires dont elle entoure les mystères de la foi comme étant la vérité ; encore beaucoup moins celui d’user de la menace et de la crainte en exerçant, pour les imposer, son pouvoir de priver des sacrements. »  
Elle lit la Bhagavad-Gītā, s'intéresse aussi aux autres religions, hindouisme, bouddhisme, religions anciennes de l'Égypte et de la Grèce antique. Elle croit qu'une pensée identique se trouve exprimée, d'une manière très précise et avec des modalités à peine différentes, dans les mythologies et les religions antiques : chez les Grecs (philosophie de Phérécyde de Syros, Thalès, Anaximandre, Héraclite, Pythagore, Platon et des stoïciens grecs,  poésie grecque), les Hindous, les Taoïstes chinois, dans les écritures sacrées d'Égypte, dans les dogmes de la foi chrétienne et dans certaines hérésies, surtout les traditions cathare et manichéenne. Cette pensée est selon elle la vérité et elle a besoin aujourd'hui d'une expression moderne et occidentale. Elle reconnaissait la valeur de certaines religions non chrétiennes alors que l'Église, selon elle, ne la reconnaissait pas, ou pas assez. C'était l'une des autres raisons qui lui rendait difficile l'entrée dans l'Église. Elle reste néanmoins très discrète sur son évolution, et ce n'est qu'après sa mort que ses amis découvrent sa vie spirituelle.

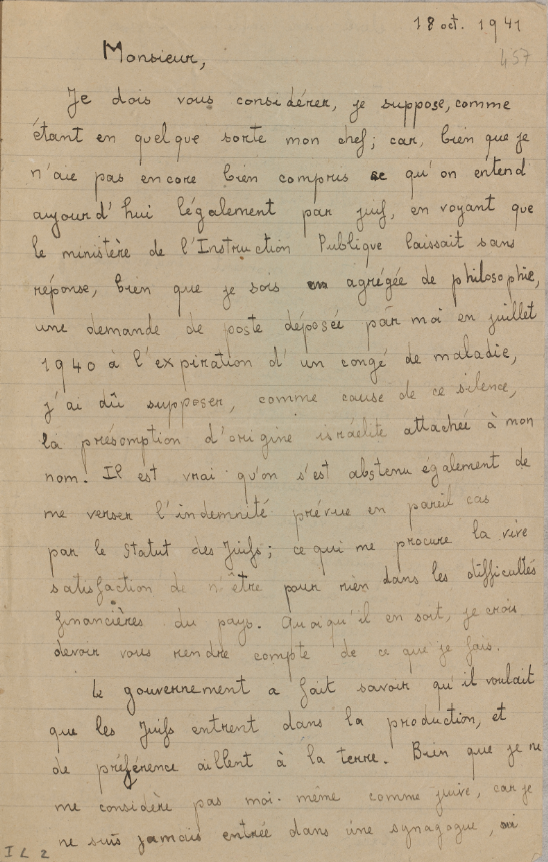
Première page de la lettre à Xavier Vallat, octobre 1941.

Elle est sans illusion sur ce qui les menace, elle et sa famille d'origine juive, dès le début de la Seconde Guerre mondiale. Au printemps 1940, croyant qu'on se battrait dans la capitale, elle propose aux autorités militaires la formation d'un corps mobile d'infirmières de première ligne, destiné à sauver des soldats : son « Projet d'une formation d'infirmières de première ligne » est approuvé par son ami Joë Bousquet et fait aussi l'objet d'un rapport favorable du ministère de la Guerre en mai 1940. Mais la rapidité de l'avancée allemande empêche de réaliser ce projet. Lorsque Paris est déclarée « ville ouverte », le 13 juin 1940, elle se réfugie, avec sa famille, à Vichy pendant l'été 40 puis à Marseille où elle participe à des actions de résistance.
De peur de se tromper sur des questions comme l'Incarnation ou l'Eucharistie, elle va trouver le père Perrin. En juin 1941, le père Perrin écrit à Gustave Thibon pour lui demander d'accueillir Simone Weil dans sa ferme en Ardèche : « Elle est exclue de l'université par les nouvelles lois [sur le statut des Juifs] et désirerait travailler quelque temps à la campagne comme fille de ferme ». Après un premier mouvement de refus, Gustave Thibon accepte finalement ; elle est embauchée comme ouvrière agricole et mène une vie volontairement privée de tout confort durant plusieurs semaines, jeûnant et renonçant à la moitié de ses tickets d'alimentation au profit des résistants. Durant ce séjour à la ferme et jusqu’en 1942, elle fait une lecture intégrale du Nouveau Testament, s’attachant tout particulièrement à l’Hymne sur l'abaissement du Christ dans l'Épître aux Philippiens de saint Paul ; la découverte de la prière du Notre Père l’amène à en rédiger un commentaire spirituel et métaphysique où s'exprime aussi sa conception des relations de l'homme au temps. De retour à Marseille, à l'automne, elle reprend ses discussions avec le père Perrin, avec le projet de réunir les plus beaux textes de tout ce qui a été écrit sur Dieu et sur son amour, sa bonté et les moyens d'aller à lui. Elle traduit alors de nombreux textes du grec ancien (Platon, Anaximandre, Eschyle, Sophocle, mais aussi saint Jean) et du sanskrit, qu'elle lit et commente dans des réunions amicales organisées dans la crypte du monastère dominicain. Les études qu'elle rédige ainsi sur la Grèce, sur la philosophie grecque, en particulier sur Platon, sont rassemblées après la guerre dans deux volumes : La Source grecque et Intuitions pré-chrétiennes.
Elle entre en contact avec Les Cahiers du Sud, la revue littéraire la plus importante de la France libre, et y collabore sous le pseudonyme d'Émile Novis, anagramme de son nom. Le 18 octobre 1941, elle écrit une lettre de remerciements ironique à Xavier Vallat, où elle dénonce le « statut injuste et absurde » récemment imposé aux Juifs par le régime de Vichy. Elle participe à la Résistance en distribuant les Cahiers du Témoignage chrétien, réseau de résistance organisé par les Jésuites de Lyon.

### Les dernières années
Le 16 mai 1942 elle s'embarque avec ses parents pour les États-Unis mais, refusant de rester à New York, ville qu’elle ressent comme trop confortable en ces temps de guerre, elle fait tout pour se rendre en Grande-Bretagne où elle arrive fin novembre 1942. Elle y travaille comme rédactrice dans les services de la France libre, où elle est chargée de rendre un rapport sur la situation morale de la France. Elle rédige plusieurs études sur la nécessaire réorganisation de la France une fois la guerre terminée, en particulier Note sur la suppression générale des partis politiques, Idées essentielles pour une nouvelle Constitution, sa très importante Étude pour une déclaration des obligations envers l'être humain, œuvre fondamentale qui sera publiée sous le titre L'Enracinement ; Albert Camus et Hannah Arendt confirmeront par la suite la valeur de ce travail. Mais ce qu'elle souhaite par-dessus tout, c'est obtenir une mission pénible et dangereuse. Son projet de formation d'un corps d'infirmières de première ligne est pour elle une manière de vivre le rapport à la violence de l'Histoire sans y consentir, mais il est jugé irréalisable. Soucieuse de partager les conditions de vie de la France occupée, son intransigeance dérange. Elle démissionne de l'organisation du général de Gaulle en juillet 1943, trois mois après son admission à l'hôpital. Elle souhaite rejoindre les réseaux de résistance sur le territoire français et est déçue par le refus de l'entourage de de Gaulle (Maurice Schumann, Jean Cavaillès, André Philip) de la laisser rejoindre ces réseaux de la résistance intérieure. Elle y risque en effet d'être rapidement capturée par la police française, identifiée comme juive puis déportée.
Sa santé est de plus en plus défaillante, elle est déclarée tuberculeuse et admise au Middlesex Hospital de Londres le 15 avril, puis transférée le 17 août 1943 au Grosvenor Sanatorium, à Ashford dans le Kent. C’est là qu’elle meurt, le 24 août 1943, à l'âge de 34 ans d'une crise cardiaque. Elle est enterrée au cimetière catholique d'Ashford.
Les causes de la mort de Simone Weil ont soulevé des débats. Le médecin légiste a constaté que son corps avait été privé de nourriture, ce qui aurait accéléré sa mort. De ce constat du légiste qui l'a examinée, s'est ensuivie une série de spéculations concernant les causes psychologiques ayant pu entraîner le jeûne. Une hypothèse communément répandue à ce sujet est que Simone Weil souhaitait faire preuve de solidarité envers ses concitoyens en refusant de se nourrir plus que les tickets de rationnement ne le permettaient alors. Mais cette charité compatissante n'a pas entraîné chez elle le désir de mourir : Simone Weil a résolument condamné le suicide par désespoir, sans jamais varier sur ce point, comme on le voit dans ses écrits : « Ne jamais désirer sa propre mort. Le suicide n'est permis que quand il est seulement apparent, quand il y a contrainte et qu'on a pleinement conscience de cette contrainte »,,,. Selon sa principale biographe, Simone Pétrement, des lettres du personnel du sanatorium où elle se trouvait lors de sa mort prouvent au contraire qu'elle a essayé à diverses reprises de manger durant son hospitalisation ; selon elle, le jeûne aurait en fait simplement été une conséquence de la détérioration de son état de santé,. Il est cependant affirmé par des sources solides qu'elle a aussi pu souffrir d'anorexie mentale et que cela n'était pas sans liens avec son mysticisme, associé à une conduite sacrificielle.
L’œuvre écrite de Simone Weil a été publiée après sa mort, à l'exception de plusieurs articles, études et rapports publiés dans des revues entre 1929 et 1942.

## La philosophie de Simone Weil
Simone Weil estime que parmi les penseurs contemporains, seuls Jules Lagneau, Alain et Husserl sont de « vrais philosophes ». Descartes et Kant l’ont profondément influencée, ils sont pour elle issus du platonisme. Car elle place Platon au-dessus de tout, et cette référence au platonisme traduit la caractéristique centrale de sa pensée : l’harmonie entre la raison et le mystère. Dans son amour pour les sources grecques, Simone Weil fait une exception pour Aristote, qu'elle cite peu, par méfiance à l'égard des systèmes qui cherchent à éliminer les contradictions — contradictions qu'elle considère comme inhérentes à la pensée elle-même. — Pour autant, elle ne conçoit pas la pensée humaine en termes de progrès, mais en termes d'unité et d'éternité : « La philosophie… est une, éternelle et non susceptible de progrès. Le seul renouvellement dont elle soit capable est celui de l’expression », « La philosophie ne progresse pas, n’évolue pas [...], une pensée nouvelle ne peut être qu’un accent nouveau imprimé à une pensée non seulement éternelle en droit, mais antique en fait », écrit-elle, lors de son séjour à Marseille. Elle fait sienne cette phrase de Descartes : « la sagesse humaine demeure toujours une et la même »,. Mais, loin de tout syncrétisme, elle n'en conclut pas que l'on pourrait faire des amalgames de tous les courants de pensée ; bien au contraire, elle affirme qu'il faut se placer au centre de chacun pour le comprendre. À partir de là, elle se permet de fortes originalités de lecture, voire des conceptions aventureuses, par exemple en avançant que Platon serait une synthèse de Descartes et Kant, au mépris de toute chronologie, mais en montrant une logique profonde dans ses explications. C'est Alain, l'un de ses professeurs, qui lui a donné ce goût, et l'a encouragée dans ces interprétations hardies.
Au cours de sa vie, Simone Weil évolue dans sa philosophie, mais sans ruptures dans sa pensée ; elle transpose, elle modifie, mais les grandes structures de sa philosophie restent. Sa façon habituelle de travailler consiste à comprendre un philosophe en proximité avec un autre. Ainsi, Simone Weil commence sa carrière de philosophe avec Descartes qu’elle choisit comme sujet de son mémoire de fin d'étude. Elle en relance la réflexion en 1932, lorsqu'elle approfondit la pensée de Karl Marx : Marx dénonce l'asservissement de l'ouvrier aux conditions de travail, cet asservissement étant une aliénation. Mais, chez Simone Weil, « les fondements hégéliens de la théorie de l’aliénation sont éclipsés par une lecture cartésienne des critères métaphysiques et moraux de l’activité humaine bonne et correcte » : les causes de l'aliénation sont à rechercher non dans la structure de production, comme a tendance à le faire Marx, mais dans l'activité productrice qui réduit l’ouvrier à jouer le rôle d’un outil. C'est pourquoi elle fait appel à Descartes qui considère l'être humain comme égal à Dieu dans sa faculté de juger et d'affirmer. Les règles de pensée rationnelle de Descartes ne valent pas seulement pour l'observation du monde, mais elles ont aussi la capacité de le transformer. C'est ainsi que Simone Weil envisage de transformer les conditions de travail concrètes à partir d'une interprétation créatrice à la façon de Descartes, en affirmant que, pour se libérer, les travailleurs doivent mener les différentes étapes de leur travail dans une connaissance libre de leur action, et non dans une série de tâches répétitives.

### La source grecque
Les chefs-d'œuvre de la poésie et de la philosophie grecques, que Simone Weil avoue « aimer passionnément », ont nourri sa réflexion sur l'homme aussi bien que sur le devenir de la civilisation européenne après sa déchristianisation. La lecture qu'elle fait de la Grèce l'amène à penser que l'hellénisme est à la source du christianisme ; cette intuition fut déjà celle de Clément d'Alexandrie, pour qui la philosophie grecque est « une prophétie authentique et une préparation à l'Évangile » ; la même continuité organique entre le paganisme et le christianisme fut également reconnue par Schelling ; enfin, le philosophe Maurice Blondel considéra lui aussi la pensée pythagoricienne comme la première découverte d'une « constante fonction de médiation, dont la clef serait le Médiateur ». Simone Weil estime, comme le grand helléniste Werner Jaeger, que cette source grecque peut seule rendre à l'Europe une spiritualité, et donner à la culture grecque un nouvel universalisme ,.

### La science grecque, amour de la sagesse divine
Simone Weil n'a jamais été coupée des milieux et des débats scientifiques, comme le prouve son article sur la théorie des quanta. Cette connaissance intime de la science contemporaine, devenue de plus en plus utilitaire, inséparable de l'empire de la technique, lui a permis de ne pas succomber à l'enthousiasme de ceux qu'elle appelle « les adorateurs de l'idole ». Car c'est la science moderne et les techniques qui en sont issues qui ont donné à l'homme occidental la conscience de sa supériorité ; et cette conscience a présidé au colonialisme, à l'impérialisme militaire, économique et culturel, facteurs d'oppression et de déracinement des peuples,. Tout entière fondée sur la notion unique d'énergie, dérivée de celle de travail appliquée à l'étude de la nature, cette science moderne est « une étude dont l'objet est placé hors du bien et du mal ». Elle accumule des connaissances, mais n'apporte pas de vérités, rien qu'une pensée humaine puisse aimer. Ainsi, les mathématiques sont conçues de nos jours comme une façon d’ordonner le monde selon notre raison, une manière de le préparer à l’emprise de notre volonté. « Ils font des mathématiques sans en connaître l’usage », dira-t-elle des mathématiciens modernes. Ayant approfondi l’étude des mathématiques auprès de son frère, André Weil, l'un des fondateurs du groupe Bourbaki qu'elle a fréquenté, Simone Weil s'est interrogée sur la relation des mathématiques avec le réel ; pour elle, les mathématiques exercent à la vertu d'attention et revêtent une dimension spirituelle par leur relation avec la vérité : « C’est la même vérité qui pénètre dans la sensibilité charnelle par la douleur physique, dans l’intelligence par la démonstration mathématique, et dans la faculté d’amour par la beauté ». Pour les anciens Grecs, les mathématiques et les sciences en général étaient un pont, un intermédiaire (metaxu) entre la pensée humaine et le cosmos, au sens premier d'un tout harmonieux : « Pour eux, écrit Simone Weil, les mathématiques constituaient, non un exercice de l’esprit, mais une clef de la nature ; clef recherchée non pas en vue de la puissance technique sur la nature, mais afin d’établir une identité de structure entre l’esprit humain et l’univers. » Peu soucieux en effet d'applications techniques, bien qu'ils en fussent capables comme le montrent les inventions de catapultes et les machines d'Archimède, les savants grecs regardaient la science « comme une étude religieuse ». Car telle est pour Simone Weil la vraie définition de la science grecque : elle est « l'étude de la beauté du monde ».

### Les Tragiques grecs ou l'amour surnaturel
Durant son expérience du travail en usine, en 1934-1935, Simone Weil a fait la découverte d'un « esclavage qui fait perdre tout à fait le sentiment d'avoir des droits » et dans lequel la dignité de l'être humain est brisée sous le poids de la nécessité physique et sociale ; elle note dans son Journal d'usine : « Le fait capital n'est pas la souffrance mais l'humiliation ». Les conséquences sur sa réflexion philosophique sont considérables : l'humanisme de son maître Alain, fondé sur la toute-puissance de la volonté (« penser c'est vouloir, vouloir c'est agir »), est récusé. Car dans leur condition servile, les malheureux écrasés par la vie n'ont plus de volonté propre, ni la force de désirer le bien : si la volonté c'est le bien, les malheureux ne seraient-ils pas alors irrémédiablement abandonnés au mal ? Simone Weil éprouve donc la nécessité de fonder un autre sentiment de dignité, qui serait, lui, inaltérable, et de préserver, intact, le désir du Bien, constitutif de tout être humain. Dès 1936, elle relit à cet effet les Tragiques grecs, Eschyle et Sophocle. Chez Sophocle, les figures d'Antigone et d'Électre symbolisent précisément l'être parfaitement pur et innocent, livré au malheur en raison de son désir de justice, et qui « se sent abandonné des hommes et de Dieu » ; mais « pas un instant [Antigone ni Électre] ne songent à pactiser. » Leur amour du bien demeure immuable, inconditionnel et sans espoir de consolation, en dépit du malheur. Tel fut aussi l'amour dont Job, dans la Bible, fit preuve ; c'est l'amour surnaturel, révélateur de la vérité et de la grandeur de l'homme qui, « impuissant à atteindre le bien, n'est pas impuissant à l'aimer. » Loin d'être stérile, chaque coup du malheur fait comprendre qu'on est néant : c'est l'opération de la grâce, la « grâce violente », en grec χάρις βίαιος, que proclame le chœur dans Agamemnon d'Eschyle car « ce n'est qu'à celui qui a souffert que la Justice accorde de comprendre ». « Subir pour comprendre », τῷ πάθει μάθος, telle est la loi souveraine du dieu suprême, qu'on l'appelle Zeus ou « quel que soit son vrai nom. »

### L'Iliadeou l'empire de la force
Comme chez les Tragiques grecs, Simone Weil constate que le même sentiment de la misère humaine imprègne toute l’Iliade avec la même continuité entre ce poème et l'Évangile. Homère y dépeint l'empire de la force dans la guerre, et montre comment la violence transforme les âmes : qu'il s'agisse du vainqueur qui manie la force, ou du vaincu qui subit les blessures, l'esclavage ou la mort, la force change l'homme en pierre ; le guerrier n'est plus qu'« une conscience déspiritualisée », une âme morte : « Le pouvoir que possède la force de transformer les hommes en choses est double et s'exerce des deux côtés ; elle pétrifie différemment, mais également, les âmes de ceux qui la subissent et de ceux qui la manient. [...] Ce châtiment d'une rigueur géométrique, qui punit automatiquement l'abus de la force, fut l'objet premier de la méditation chez les Grecs. Sous le nom de Némésis, il est le ressort des tragédies d'Eschyle ; les Pythagoriciens, Socrate, Platon partirent de là pour penser l'homme et l'univers. » Simone Weil observe que « l’Iliade a formulé [cette loi] longtemps avant l'Évangile et presque dans les mêmes termes : Arès est équitable, et il tue ceux qui tuent. » L'accent d'amertume face à tout ce que la violence fait périr et la pensée de la justice qui éclaire l’Iliade sont la marque d'une inspiration évangélique car « il n'est possible d'aimer et d'être juste que si l'on connaît l'empire de la force et si l'on sait ne pas le respecter. » « La connaissance de la force comme chose absolument souveraine dans la nature tout entière, et comme chose absolument méprisable, c'est la grandeur propre de la Grèce ».

### Pythagore et Platon ou la médiation par l'amour
La doctrine pythagoricienne et platonicienne de la médiation est d'une importance philosophique décisive dans la pensée de Simone Weil ; certains y ont même vu le principe unificateur central de cette pensée,. 

La doctrine pythagoricienne est une mystique où la notion d'harmonie joue un rôle clef. Dans la cosmologie des Pythagoriciens, cette harmonie se manifeste dans le bel ordonnancement de l'univers, gouverné par des lois rigoureuses et dont toutes les parties composantes sont liées par un accord : elle fait de ce monde un « cosmos » au sens grec, un « ordre », ainsi que l'affirme Platon. Dans la mathématique pythagoricienne, cette harmonie est définie comme une proportion : c'est une égalité entre deux rapports de nombres, elle introduit donc de l'unité dans la multiplicité. Les Pythagoriciens définissent aussi l'harmonie comme l'unité des contraires, l'union de ce qui limite et de l'illimité : selon la formule de Philolaos, « l'harmonie est l'unité d'un mélange de plusieurs, et la pensée unique de pensants séparés », ἒστι άρμονία πολυμιγέων ἒνωσις καὶ δίχα φρονεόντων συμφρόνησις. Or, Simone Weil rappelle que la mathématique des Pythagoriciens et de Platon est une théologie, qui permet de comprendre ce qu'est Dieu,, comme l'affirmaient déjà Proclus et Philolaos de Crotone. C'est cette théologie qui éclaire le sens des deux formules essentielles du pythagorisme : « La justice est un nombre à la deuxième puissance », ὴ δικαιοσύνη άριθμὸς ίσάκις ἲσος, et « l'amitié est une égalité faite d'harmonie », φιλίαν έναρμόνιον ίσότητα. Pour Simone Weil, « ces deux formules et beaucoup d'autres ont pour clef les notions de moyenne proportionnelle et de médiation au sens théologique » : les nombres qui sont des puissances secondes ou des carrés ont avec l'unité un lien particulier. Par une médiation il y a entre eux et l'unité une égalité de rapports, comme dans ces deux rapports : {\displaystyle {\frac {1}{3}}={\frac {3}{9}}} ; cette relation à trois termes réalise, selon Platon dans le Timée, « l'unité la plus belle ».

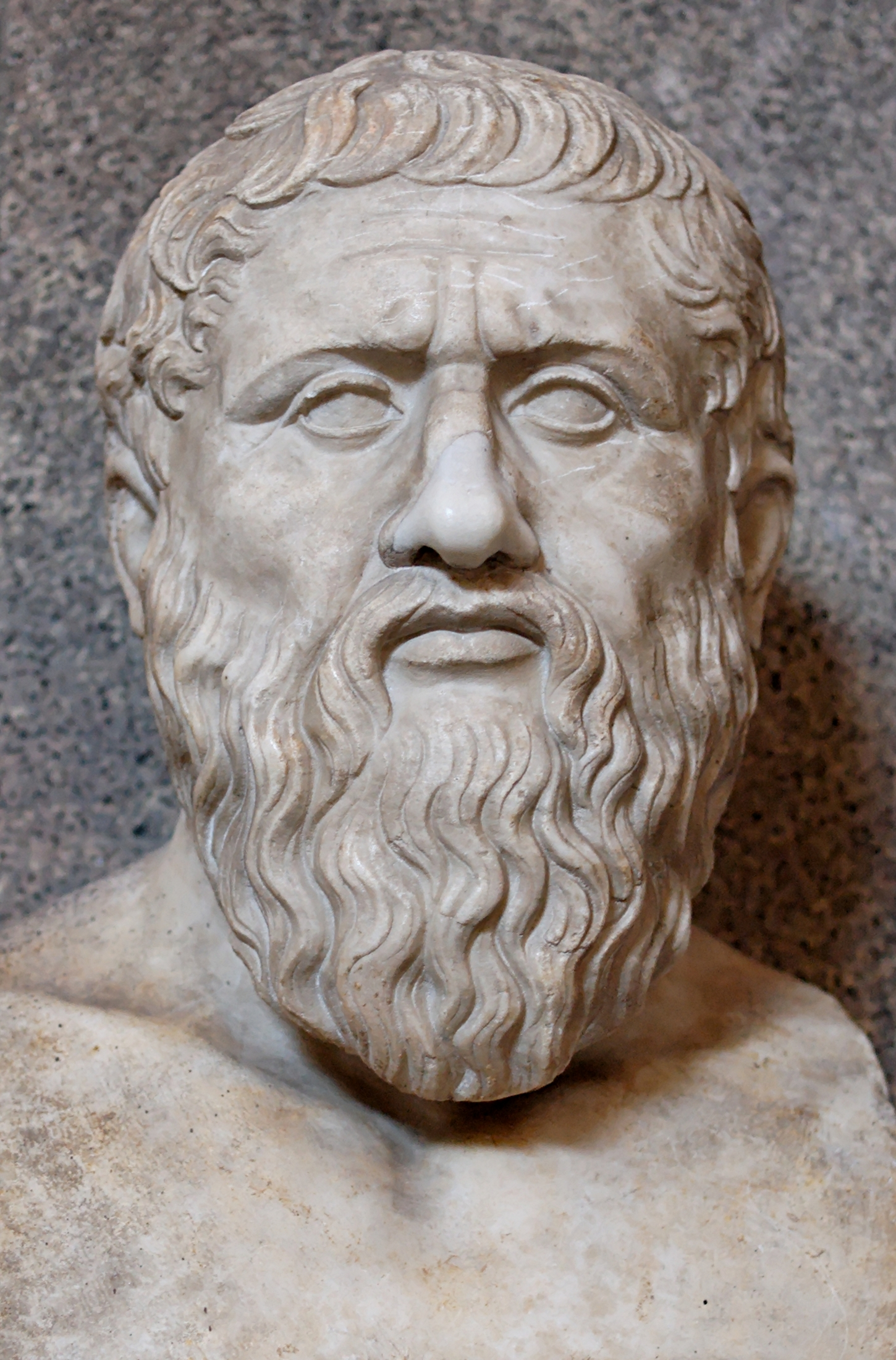
Platon

Cette proportion permet en effet d'établir une médiation entre des êtres différents, et par delà leur différence, d'instaurer l'unité entre eux. Simone Weil, et de nos jours Michel Serres, relèvent la parfaite identité entre le sens théologique de cette médiation parfaitement belle évoquée dans le Timée et l'évangile de saint Jean où le Christ s'est reconnu comme cette moyenne proportionnelle à laquelle les Grecs avaient si intensément pensé : « Comme tu m'as envoyé dans le monde, moi aussi je les ai envoyés dans le monde. Je leur ai donné la gloire que tu m'as donnée, afin qu'ils soient un comme nous sommes un. Que je sois en eux et toi en moi, afin qu'ils soient rendus parfaits dans l'unité ». Cette qualité de médiateur, en grec μεσίτης, est explicitement attribuée au Christ également par saint Paul. Simone Weil rappelle que le terme de « Logos », Λόγος, par lequel saint Jean désigne le Verbe du Christ, est précisément celui qui signifiait aussi en grec ancien « rapport, proportion » ; le Christ incarne donc la « Médiation divine » par excellence, il est médiateur entre les hommes et le Père, entre le Père et l'Esprit. Et l'harmonie propre au pythagorisme, définie par Philolaos comme « la pensée commune de pensants séparés » enferme le mystère de la sainte Trinité, qui réalise l'égalité entre un et plusieurs, et montre que le multiple peut faire un,. Chez les stoïciens aussi, les trois divinités, Zeus, le Logos et le souffle, sont identifiées par Simone Weil aux trois personnes de la Trinité. Or la Trinité, suprême harmonie et amitié par excellence, est amour. Ainsi, « la définition pythagoricienne de l'amitié fait apparaître la médiation comme étant essentiellement amour, et l'amour comme étant essentiellement médiateur » entre le mortel et l'immortel, comme Platon le dit dans le Banquet.
Dès lors, Simone Weil articule cette pensée grecque de la médiation à toute la révélation chrétienne, dans les dogmes de l'Incarnation, de la Passion et de la Trinité. Chez Platon en particulier, elle relève plusieurs préfigurations du Christ : dans le Banquet, le Christ est l'Amour « absolument pur de toute injustice, qui ne fait ni ne souffre violence, ne conquiert pas par la force et qu'on ne conquiert pas non plus par la force », il est donc le modèle parfait de la justice parce qu'il est soustrait à tout contact avec la force ; dans le Théétète, il est le modèle divin, suprêmement juste, auquel il faut s'assimiler : « il faut s'efforcer de fuir d'ici-bas vers là-haut au plus vite. La fuite est l'assimilation à Dieu, pour autant qu'elle est possible » ; dans la République, il subit le sort du « juste parfait crucifié » décrit par Platon ; dans le Christ, la justice parfaite s'unit à l'apparence de l'extrême injustice, car il a d'abord été dépouillé de tout, même du prestige du martyr, et a subi la dégradation infligée aux criminels de droit commun ; or, Platon a su que la justice réelle et parfaite doit être absolument dénuée de tout prestige social ; de même, Hans Urs von Balthasar et Kierkegaard ont dit que le Christ a pris la forme du serviteur méprisé pour incarner la vérité ; dans le Phèdre, il se manifeste sous les traits de la Justice en soi, « située par delà le ciel, aux côtés de Zeus, des dieux et des âmes heureuses » ; enfin, dans le Timée, le Christ est préfiguré sous la forme de « l'Âme du monde, qui est le Fils unique de Dieu », Platon dit μονογενής comme saint Jean.
À partir de cette lecture des grands textes grecs, et du sens que Platon donne au mot μεταξύ / « metaxu », Simone Weil a développé toute une métaphysique des médiations, c'est-à-dire des signes de la présence immanente et transcendante du Christ dans le monde.

### Rejet de l'Ancien Testament
La pensée de Simone Weil est une métaphysique qui déclare se fonder sur l'expérience de la grâce autant que sur la spéculation rationnelle, afin de révéler tout ce qui dans le monde profane est déjà reflet de la grâce. Si elle rejette l'Ancien Testament, c'est parce qu'elle n'y reconnaît pas la marque de l'Esprit saint, l'histoire des Hébreux, d'Israël et des Juifs étant souillée à ses yeux par l'idolâtrie et les exterminations sur ordre de YHWH, Dieu tout-puissant et cruel,,,. Elle condamnait le fait que, dans l'Ancien Testament, la puissance est au premier plan, non l'amour : « Les Hébreux — jusqu’à l’exil qui les a mis en contact avec la sagesse chaldéenne, perse et grecque — n’avaient pas la notion d’une distinction entre Dieu et le diable. Ils attribuaient indistinctement à Dieu tout ce qui est extra-naturel, les choses diaboliques comme les choses divines, et cela parce qu’ils concevaient Dieu sous l’attribut de la puissance et non pas sous l’attribut du bien.[...] Les dieux grecs aussi étaient mélangés de bien et de mal ; ou plutôt, dans l’Iliade, ils sont tous démoniaques, sauf Zeus. Mais aussi les Grecs ne prenaient pas leurs dieux au sérieux. Dans l’Iliade, ils fournissent les intermèdes comiques, comme les clowns dans Shakespeare. Au lieu que les Juifs prenaient Jéhovah très au sérieux. Cela seul met l’Iliade infiniment au-dessus de tous les livres historiques de l’Ancien Testament, où il est répété à satiété qu’il faut être fidèle à Dieu pour avoir la victoire dans la guerre. » L'esprit du christianisme est pour elle plus proche de l'esprit de la Grèce que de celui de l'Ancien Testament.
Toutefois, sa nièce, Sylvie Weil, et le biographe Thomas R. Nevin (it) ont cherché, au contraire, à démontrer que, parce qu'elle a été fortement influencée par ces préceptes, elle n'aurait pas rejeté le judaïsme. Martin Buber considère pour sa part que Simone Weil n'a pas rejeté le judaïsme mais sa caricature peinte par l'Église.
La violente hostilité de Simone Weil envers le judaïsme pose problème dès lors qu'elle est présentée comme une philosophe « d'origine juive ». Si ses attaques contre le judaïsme peuvent parfois être comparées à celles d'un Céline ou d'un Carl Schmitt, selon Raphaël Draï, elles ne s'appuient pas sur une authentique connaissance de cette religion,. La méthodologie que respecte Simone Weil lorsqu'elle étudie la Grèce antique ou l'histoire du christianisme n'a plus cours dès qu'elle aborde la « question juive » : ses « contresens » le disputent à ses « imprécations » manichéennes, pour reprendre les termes de Raphaël Draï, qui ajoute à son propos : « Les dévastations d'une "pensée" massacrante […] sévissent avec une virulence et un mordant simultanément meurtriers et suicidaires. » L'« antijudaïsme » de Simone Weil apparaît comme une « mise à distance phobique », une « dénégation », un « symptôme d'une exceptionnelle gravité » où se dévoient « ses références à la philosophie définie comme recherche de la vérité et amour de la sagesse ».
Maurice-Ruben Hayoun, spécialiste de la pensée juive, remarque que le philosophe du XXe siècle, Emmanuel Levinas, nourri aux mêmes auteurs que Simone Weil, est très sévère sur la position de cette dernière concernant l'Ancien Testament et le peuple juif. Levinas pense qu'elle n'a rien compris au judaïsme. Les études approfondies qu'elle réserve aux Grecs et aux chrétiens, elle ne les accorde pas aux penseurs juifs, dit-il. Ses certitudes religieuses l'auraient empêchée de comprendre l'histoire. Elle n'a pas vu que l'Ancien Testament est l'expression d'un peuple concret composé de personnes concrètes, et pas seulement un recueil de contes et historiettes. Ce qui a aveuglé Simone Weil, selon Levinas, c'est la croyance chrétienne en un amour capable de vaincre le mal, et ses préjugés sur cette question.

### Metaxuou la théorie des médiations
Simone Weil a emprunté à Platon l'idée de metaxu, en grec μεταξύ ; cette préposition du grec ancien traduit l'idée d’intermédiaire ; Simone Weil développe à partir de cette notion une métaphysique de la médiation, qui est la suite logique de la moyenne proportionnelle. Ce qui est « entre », ce qui sépare peut aussi relier comme un pont ; par exemple, un mur sépare deux prisonniers, mais peut être utilisé pour communiquer par des coups frappés contre le mur. « Le mur est ce qui les sépare, mais aussi ce qui leur permet de communiquer. Ainsi nous et Dieu. Toute séparation est un lien. » Tout metaxu est un intermédiaire entre l'âme et Dieu, c'est un pont qui peut favoriser l'identité de rapport de l'âme à Dieu.
Chez Platon, cette notion de médiation est partout. Ainsi, dans le mythe de la caverne, pour passer des ténèbres à la contemplation du soleil, il faut des intermédiaires. Dans ce mythe, « le rôle de l’intermédiaire est d’être situé à mi-chemin entre l'ignorance et la pleine sagesse, entre le devenir temporel et la plénitude de l'être. Il faut qu'il tire l'âme vers l'être, qu'il appelle la pensée », écrit Simone Weil. Dans la christologie de Simone Weil, la médiation suprême et spécifique de la présence de Dieu dans le monde, revient au Christ, « médiateur entre les hommes et le Père, entre le Père et l’Esprit. » Dans l'ordre de la vie humaine, bien des éléments ici-bas constituent aussi des médiations entre l’âme et Dieu : ainsi la beauté du monde, l’harmonie des contraires, la poésie, la mathématique, la géométrie, la spiritualité du travail manuel, sont des metaxu et doivent être regardés comme des signes de la présence immanente et transcendante de Dieu. « Les vrais biens terrestres sont des metaxu : ne priver aucun être humain de ses metaxu, c'est-à-dire de ces biens relatifs et mélangés (foyer, patrie, traditions, culture, etc.) qui réchauffent et nourrissent l'âme et sans lesquels, en dehors de la sainteté, une vie humaine n'est pas possible. » C'est pourquoi il est sacrilège de détruire ces biens terrestres comme le sont les patries et les nations : « Pour respecter les patries étrangères, il faut faire de sa propre patrie non pas une idole mais un échelon vers Dieu. » C'est dans L'Enracinement que Simone Weil a le mieux développé cette conception politico-sociale des metaxu.

### Beauté
La notion de beauté, que Simone Weil envisage en dehors de toute considération purement esthétique, et de toute recherche d'accomplissement personnel dans l'art, occupe une place importante dans sa philosophie. Le beau, défini comme ce que l'homme est capable de contempler, renvoie chez elle d'abord aux plus hautes manifestations du génie humain, à « l'art de tout premier ordre qui a nécessairement rapport à la sainteté. » Dans ces œuvres de génie de tout premier ordre, elle plaçait entre autres l’Iliade, les tragédies d'Eschyle et de Sophocle, le Cantique de saint François, Jean-Sébastien Bach et le chant grégorien. Mais l’ordre du monde, entendu au sens grec du mot « cosmos », lui aussi est beau ; c'est une harmonie qui traduit l'obéissance du monde à Dieu, et constitue le reflet et le signe irréfutable de l'amour divin, comme Platon l'a montré dans le Timée (29 a-30 c),. Le beau n'est pas un attribut de la matière, mais un rapport du monde à notre sensibilité. Cette expérience sensible du beau exerce une fonction médiatrice : elle facilite l'acceptation de la nécessité universelle, et joue un rôle de perfectionnement, en nous apprenant le détachement, le renoncement à la volonté propre : l'attrait de la beauté implique en effet un renoncement « car on tient avant tout à ce que rien d'elle ne change, ». Parce qu’elle est à elle-même sa propre finalité, une finalité sans fin comme l’a vu Kant, elle constitue un instrument de choix pour amener à la perfection spirituelle : à travers elle, on peut parvenir au Bien absolu, à Dieu lui-même, car « on ne peut concevoir le Bien sans passer par le Beau. »
Pour Simone Weil, « Le beau est la preuve expérimentale que l'Incarnation est possible ». La beauté est inhérente à ce monde puisque le Logos, rendu sensible à travers la géométrie, est l'organisateur du monde matériel, preuve que ce monde pointe vers l'au-delà ; le beau établit le caractère essentiellement « télique » (dont c'est le but) de tout ce qui existe. Le concept de la beauté se prolonge dans tout l'univers : « Nous devons avoir la foi que l'univers est beau à tous les niveaux ... et qu'il a une plénitude de la beauté par rapport au corps et à l'esprit des êtres pensants qui existent et de tous ceux qui pourraient exister. C'est un accord de l'infini d'une beauté parfaite qui donne un caractère transcendant à la beauté du monde ... Il (le Christ) est réellement présent dans la beauté universelle. L'amour de cette beauté vient de Dieu, demeure dans nos âmes et retourne vers Dieu présent dans l'univers ». Elle a également écrit que la beauté du monde, « c'est le sourire de tendresse du Christ pour nous à travers la matière ».
Le beau a également une fonction de sotériologie : « La beauté séduit la chair pour obtenir la permission de passer jusqu'à l'âme. » Elle constitue donc une autre façon dont la réalité divine derrière le monde envahit nos vies. Là où le malheur nous conquiert par la force brute, la beauté se faufile et renverse l'empire de soi de l'intérieur.

### Absence
L'absence est la clef de la métaphysique de Simone Weil. « Dieu ne peut être présent dans la création que sous la forme de l'absence ». Elle croyait que Dieu a créé dans un acte d'auto-limitation, puis de retrait ; en d'autres termes, Dieu est vu comme une sorte de plénitude totale, c'est un être parfait ; une créature ne peut exister que là où Dieu n'est pas. Ainsi, la création a eu lieu uniquement quand Dieu s'est en partie retiré. La mystique juive présente des idées similaires à travers le tsimtsoum.
Pour Simone Weil, la kénose originale, qui est vide, précède la kénose corrective avec l'incarnation du Christ. Nous sommes donc nés dans une sorte de position de damnés, non pas à cause du péché originel en tant que tel, mais parce que, pour être créés, nous devons précisément être ce que Dieu n'est pas, ainsi nous devions être à l'opposé de ce qui est saint.
Cette notion de création est une pierre angulaire de sa théodicée, car si la création est conçue de cette façon (comme contenant nécessairement le mal), alors il n'y a pas de problème à l'entrée du mal dans un monde parfait. Cela ne constitue pas une délimitation de l'omnipotence de Dieu, ce n'est pas que Dieu ne pouvait pas créer un monde parfait, mais que l'acte auquel nous nous référons en disant « créer », dans son essence même, implique l'impossibilité de la perfection.
Toutefois, cette notion de la nécessité du mal ne signifie pas que nous sommes tout simplement, à l'origine, et continuellement condamnés ; au contraire, Simone Weil dit que « le mal est la forme que prend en ce monde la miséricorde de Dieu.» Elle croit que le mal et sa conséquence, le malheur, ont le rôle de nous conduire hors de nous-mêmes et vers Dieu : « La contemplation de la misère humaine arrache vers Dieu, et c'est seulement en autrui aimé comme soi-même qu'on la contemple. On ne peut la contempler ni en soi comme tel ni en autrui comme tel.
 L'extrême malheur qui saisit les êtres humains ne crée pas la misère humaine, il la révèle seulement. »

### De la décréation à la charité
Ayant définitivement récusé une ontologie de l'être comme force et puissance, elle est conduite à produire une forme originale de théodicée chrétienne, une ontologie de l'être, de la nature et de la liberté comme don et amour. Pour elle, l'acte de création de l'univers est une abdication de Dieu, dont le retrait est la forme même de son amour, en dépit du fait qu'elle reconnaisse également le monde comme un lieu du mal, de l'affliction, et le mélange brutal du hasard et de la nécessité. En articulant être et don, où l'être et l'esprit sont ouverts au surnaturel, Simone Weil a produit une ontothéologie reposant de manière neuve le rapport entre la raison et la foi.
Une analyse approfondie des notions de « personne » et de « droits de la personne humaine » a conduit Simone Weil à affirmer : « La personne en nous, c'est la part de l'erreur et du péché ». Ainsi dans une opération de calcul, l'erreur d'un enfant porte le cachet de sa personne. Mais « s'il procède d'une manière parfaitement correcte, sa personne est absente de toute l'opération. » La partie de l'être humain qui dit « je » est surtout marquée par le péché en raison de ce que Simone Weil appelle notre « divinité imaginaire » : par une illusion de perspective, chacun occupe une situation imaginaire au centre du monde. À partir de ce centre de référence irréductible à tout autre, chaque homme interprète l'univers en fonction de ses désirs et de ses croyances. Chacun dispose autour de sa personne la hiérarchie des valeurs, et croit pouvoir commander à la matière et aux âmes, jusqu'au point d'usurper la place de Dieu et de nier autrui. Ce mode d'existence, c'est la condition autonome de la créature ; il est le résultat de son libre-arbitre. Renoncer par amour et par humilité à être centré sur son moi, renoncer à être une personne, c'est ce que traduit la notion de « décréation » chez Simone Weil. « Dieu m’a donné l’être pour que je le lui rende [...] car « il aime en nous le consentement à ne pas être ». Une fois accomplie la dissolution du moi (en d'autres termes, la dissolution de l'existence pécheresse), l'homme va « vivre en cessant d'exister ». Accéder à ce mode d'être impersonnel, qui ne s'opère que par une attention d'une qualité rare et dans la solitude, ce fut « tout l'effort des mystiques [qui] a toujours visé à obtenir qu'il n'y ait plus dans leur âme aucune partie qui dise "je". » C'est se mettre en mesure de s'approcher de tout ce qu'il y a de sacré, car « la vérité et la beauté habitent ce domaine des choses impersonnelles et anonymes. » Or, se vider de sa fausse divinité n'est pas autre chose que consentir à l'amour : « La face de cet amour tournée vers les personnes pensantes est charité du prochain ; la face tournée vers la matière est amour de l'ordre du monde, ou, ce qui est la même chose, amour de la beauté du monde. »

### Malheur et métaphysique de la rédemption
Le malheur est autre chose que la souffrance. Le malheur n'est pas non plus la douleur ; il va au-delà de la simple souffrance physique, bien qu'il en soit inséparable. Sous sa forme extrême, le malheur associe à la fois la douleur physique, la détresse de l'âme et la dégradation sociale ; entendu comme « une pulvérisation de l'âme par la brutalité mécanique des circonstances », le malheur est un déracinement de la vie dans toutes ses composantes, il impose une angoisse physique et mentale qui fouette l'âme. « Le malheur est un mécanisme à broyer l'âme ; l'homme qui y est pris est comme un ouvrier happé par les dents d'une machine. Ce n'est plus qu'une chose déchirée et sanguinolente. » C'est le malheur qui a contraint le Christ à supplier d'être épargné, et Job à crier vers Dieu. « Dans le domaine de la souffrance, le malheur est une chose à part, spécifique, irréductible. Il est tout autre chose que la simple souffrance. Il s'empare de l'âme et la marque, jusqu'au fond, d'une marque qui n'appartient qu'à lui, la marque de l'esclavage. L'esclavage tel qu'il était pratiqué dans la Rome antique est seulement la forme extrême du malheur. Les anciens, qui connaissaient bien la question, disaient : “Un homme perd la moitié de son âme le jour où il devient esclave”. » 

Pourtant, la souffrance a une vertu révélatrice : la douleur physique nous fait prendre conscience de la vérité de la condition humaine, elle nous révèle combien notre autonomie est trompeuse, combien nous sommes entièrement soumis à la nécessité mécanique, aux lois qui régissent l'ordre du monde qui font de l'être humain un être vulnérable, fragile, mortel ; Simone Weil cite souvent ce vers d'Eschyle relatif au supplice de Prométhée : « Zeus a posé comme loi souveraine : par la souffrance, la connaissance », (en grec, τῷ πάθει μάθος). Il est possible en effet de faire un bon usage du malheur : il consiste en un consentement de l'âme tout entière dans un mouvement d'amour persévérant, en raison de la certitude de la miséricorde divine. C'est ce que montre la fin du livre de Job : au terme de sa détresse, Job reçoit la révélation de la beauté du monde. De même pour le chrétien : là où il y a consentement complet, authentique et inconditionnel à la nécessité, c'est-à-dire à la possibilité du malheur, « il y a plénitude de l'amour de Dieu ; et nulle part ailleurs ».
La guerre et l'oppression sociale étaient les deux cas les plus intenses de malheur à la portée de Simone Weil ; pour en faire l'expérience, elle se tourna vers la vie d'un ouvrier d'usine, et pour la comprendre, elle étudia l’Iliade d'Homère. Son essai, L'Iliade ou le poème de la force, illustre l'empire dégradant auquel sont soumis aussi bien ceux qui manient la force que ceux qui en subissent la blessure. Le malheur est associé à la fois à la nécessité et au hasard, ce dernier lui donne un caractère injuste. En d'autres mots, mon malheur ne devrait pas être la conséquence de mon péché, selon une théologie vétérotestamentaire traditionnelle, mais devrait survenir sans aucune raison particulière.

### La Pesanteur et la grâce
L'ouvrage paru sous ce titre présente l'inconvénient de laisser croire que la philosophie de Simone Weil serait à penser selon le dualisme de la pesanteur et de la grâce. Or, La Pesanteur et la Grâce est un recueil de pensées de Simone Weil, composé de divers passages tirés de ses carnets personnels et organisés par thèmes par Gustave Thibon, qui la connaissait et qui s'était lié d'amitié avec elle. Elle lui avait en effet donné certains de ses cahiers, écrits avant mai 1942, mais sans arrière-pensée ou demande de publication ; le titre, l'organisation et l'édition du livre sont donc dus à Gustave Thibon, influencé par la mystique négative. Bien que ce titre soit l'un des plus célèbres de la philosophie du XXe siècle, les Œuvres complètes de Simone Weil en cours de parution aux éditions Gallimard l'ont fait disparaître avec raison : car « penser Simone Weil selon le seul dualisme de la pesanteur et de la grâce empêche de saisir que la métaphysique de l'être culmine ici dans une métaphysique de la liberté » , le but ultime de la liberté humaine étant la conversion libre de l'être en amour, par la compassion et le don de soi. La relation entre le monde, l'homme et Dieu se joue selon un double mouvement : un mouvement analogique par l'amour qu'inspire toute forme de médiation ici-bas, par exemple l'ordre du monde et la beauté de la création, reflet du bien et de Dieu ; et un mouvement cata-logique, qui est descente de Dieu, descente de la grâce, mouvement contraire à la pesanteur en ce qu'il est amour et non pas chute.

## Jugements

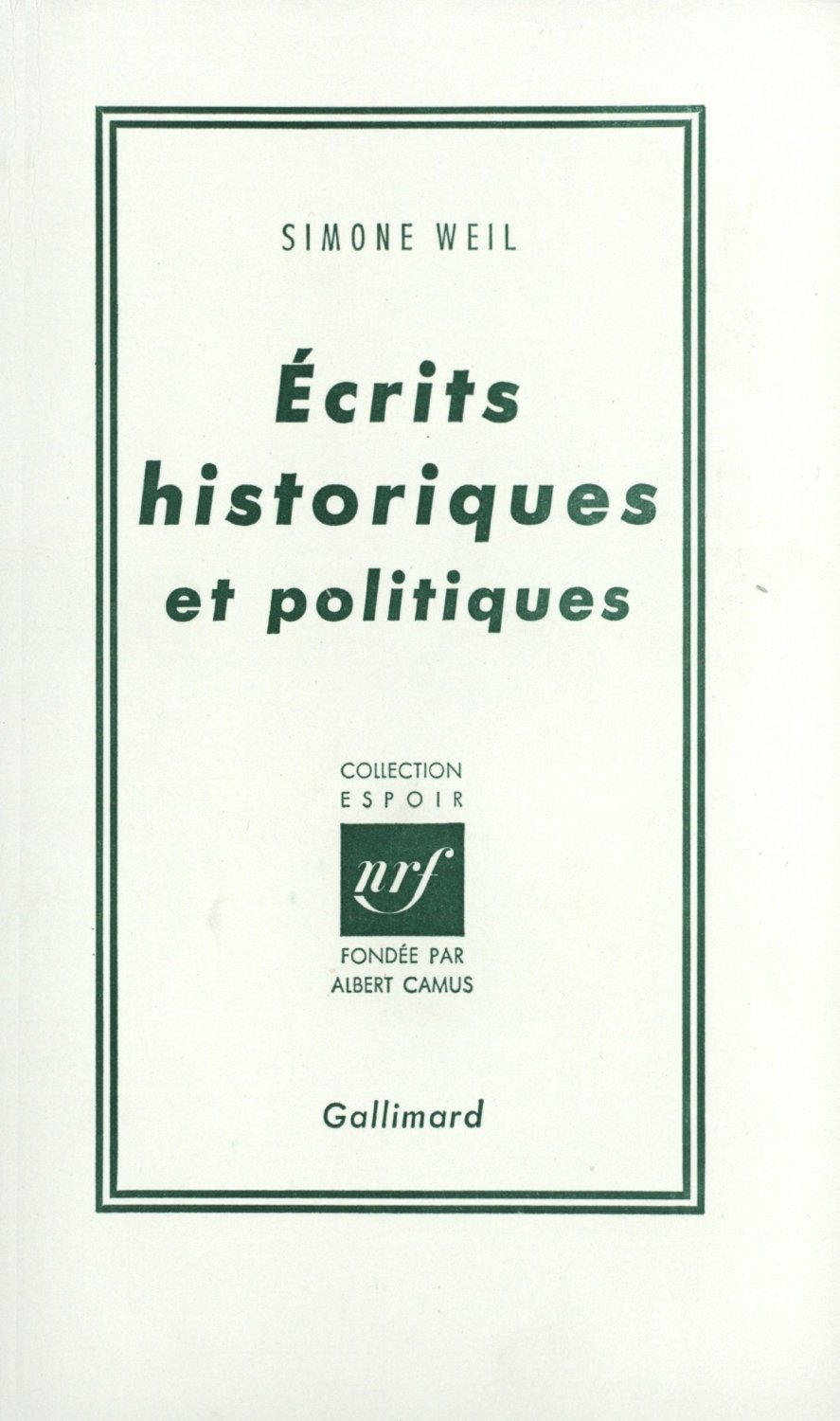
Un recueil publié dans la collection fondée par Albert Camus.

Albert Camus est l'un des premiers à avoir révélé l'importance des écrits de Simone Weil ; il considéra Simone Weil comme « le seul grand esprit de notre temps », et lui rendit un hommage vibrant : il a présenté L'Enracinement comme « l'un des livres les plus lucides, les plus élevés, les plus beaux qu'on ait écrits depuis fort longtemps sur notre civilisation. […] Ce livre austère, d'une audace parfois terrible, impitoyable et en même temps admirablement mesuré, d'un christianisme authentique et très pur, est une leçon souvent amère, mais d'une rare élévation de pensée. » C'est pour faire connaître la pensée de Simone Weil qu'Albert Camus obtint de fonder la collection « Espoir » aux éditions Gallimard.
Gustave Thibon, qui l'a connue personnellement entre juin 1941 et mai 1942, écrit de l'œuvre de Simone Weil qu'elle est « une lumière pour l'esprit et une nourriture pour l'âme […], parce qu'elle émane de ce sommet de l'être qui surplombe tous les temps et tous les lieux ».
Le philosophe italien Giorgio Agamben, auteur d’une thèse sur Simone Weil, a vu en elle « la conscience la plus lucide de notre époque ».
La philosophe Hannah Arendt a affirmé que peut-être seule Simone Weil avait su traiter la question du travail « sans préjugé ni sentimentalité ».
En 1998, le critique littéraire Alfonso Berardinelli estime que « Simone Weil a été accusée de trahison par la gauche, mécomprise par la droite, oubliée par les manuels de philosophie. Cependant, c'est un des penseurs les plus importants du xxe siècle ».

## Hommages
De multiples initiatives, en France et à l’étranger, visent à perpétuer la mémoire de Simone Weil : huit établissements scolaires portent le nom de Simone Weil, dont deux maternelles, un lycée général situé à Saint-Priest-en-Jarez, un lycée général et technologique au Puy-en-Velay et à Paris dans le 3e arrondissement, un lycée polyvalent à Dijon, une résidence universitaire située à Boulogne-Billancourt et un lycée à Treviglio en Italie. Plusieurs rues portent son nom, dont une dans le 13e arrondissement de Paris, d'autres à Marseille, Toulouse, Châteauroux, Semur-en-Auxois, Riorges, Rezé et Les Clayes-sous-Bois, ainsi qu'une allée au Rheu.

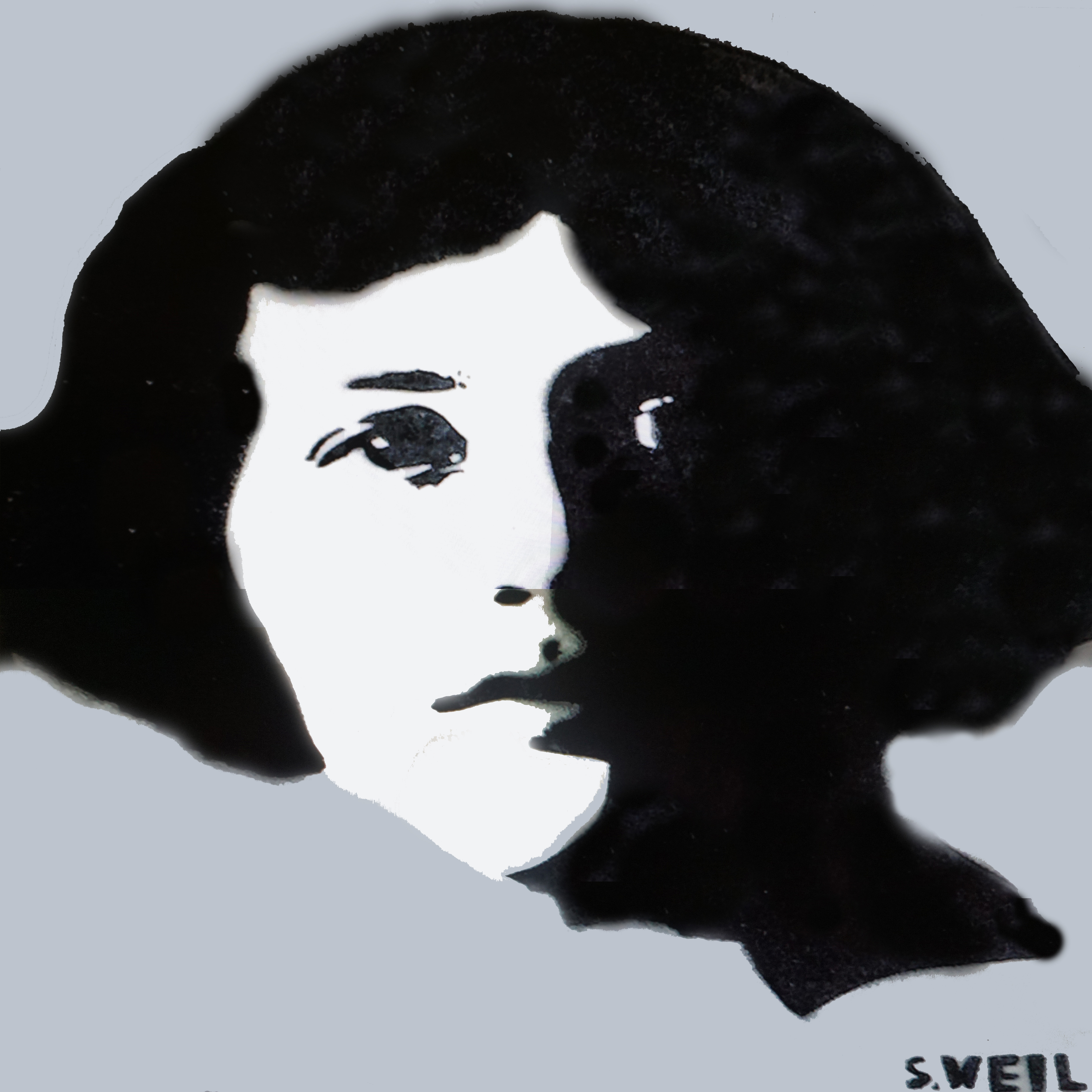
Tableau de street art de Simone Weil à Berlin-Kreuzberg (2019)

D’autres initiatives ont pour but de promouvoir et d’honorer la vie et la pensée de la philosophe : ainsi, La Passion de Simone, oratorio composé par Kaija Saariaho, sous-titré Chemin Musical en quinze stations, explore la vie et les écrits de Simone Weil à travers une structure inspirée de celle d'une Passion ; les épisodes de sa vie sont chacun assimilés aux stations du Chemin de croix. Sur un livret d'Amin Maalouf, et dans une mise en scène de Peter Sellars, cet oratorio a été créé le 26 novembre 2006 au Jugendstiltheater à Vienne, dans le cadre du festival New Crowned Hope. L'autrice américaine Dorothy Bryant lui a consacré une pièce de théâtre.
Écologie Responsable, un jeune laboratoire d’idées fondé par des étudiants, se référant à la pensée de la philosophe, décerne chaque année à une personnalité le Prix de l'Enracinement-Simone-Weil dans les salons du Sénat. Les lauréats de ce prix depuis 2020 ont été l'écrivain Denis Tillinac, Jean-Christophe Fromantin, maire de Neuilly-sur-Seine, et Jean-Marie Rouart, de l'Académie française.
Une promotion de l'ENA (1972-1974) a choisi de porter son nom. Un cratère vénusien, Weil, est également nommé en son honneur. En avril 2016 à Lyon, l'association des Alternatives catholiques ouvre le « Café Simone » en hommage à Simone Weil, café associatif culturel et espace de travail commun ouvert à tous,.
Par un vote solennel de son conseil d'administration le 10 mars 2022, suivant une consultation au sein de la Faculté Victor Ségalen, l'Université de Bretagne Occidentale a renommé l'amphithéâtre numéro deux de la Faculté des Lettres du nom de Simone Weil, et une salle de l'École normale supérieure de Paris porte son nom.

## Œuvres
- 1929-1942 : Sur la science, Paris, Gallimard, 1966. — Texte intégral de Sur la science sur Wikisource.
- 1933 : Réflexions sur la guerre, revue La Critique sociale, no10, novembre 1933.
- 1933-1934 : Leçons de philosophie (lycée de Roanne 1933-1934), Leçons de philosophie transcrites et présentées par Anne Reynaud-Guérithault, 1re éd. Paris, Plon, 1959 ; Paris UGE, coll. « 10/18 », 1970 Lire en ligne.
- 1934 : Un soulèvement prolétarien à Florence au XIVe siècle, revue La Critique sociale, n° 11, mars 1934, sur la révolte des Ciompi. Rééd. sous le titre La révolte des Ciompi (textes de Simone Weil et Nicolas Machiavel, Postface d’Emmanuel Baro), CMDE, 2013.
- 1933-1935 : Carnet de bord (le premier des Cahiers de Simone Weil, et le seul qui soit antérieur à la guerre ; il contient essentiellement des esquisses préparatoires aux Réflexions...). 1re éd. Œuvres complètes, t. VI, vol. 1, Gallimard, 1994.
- 1933-1943 : Oppression et liberté Paris, Gallimard, coll. « Espoir », 1955, 280 p. — Texte intégral de Oppression et Liberté sur Wikisource
- 1934 : Réflexions sur les causes de la liberté et de l'oppression sociale, Œuvres complètes, t. II, vol. 2, 1991. — Texte intégral de Réflexions sur les causes de la liberté et de l'oppression sociale sur Wikisource
- 1936-1942 : La Source grecque, 1re éd. Paris, Gallimard, coll. « Espoir », 1953. — Texte intégral de La Source grecque sur Wikisource.
- 1937 : La Condition ouvrière 1re éd. avant-propos d'Albertine Thévenon, Paris, Gallimard, 1951, coll. « Espoir », 276 p. ; rééd. Gallimard, coll. « Folio », 2002, 528 p. — Texte intégral de La Condition ouvrière sur Wikisource
- 1940 : Note sur la suppression générale des partis politiques, 1re éd. 1950 ; Paris, Climats, 2006 ; rééd. Paris, Allia, 2017  (ISBN 979-10-304-0504-0). — Texte intégral de Note sur la suppression générale des partis politiques sur Wikisource.
- 1940 : Poèmes, suivis de Venise sauvée, 1re éd. Gallimard, coll. « Espoir », 1955. — Texte intégral de Poèmes, suivis de Venise sauvée sur Wikisource.
- 1940 : « L'Iliade ou le Poème de la Force », Cahiers du Sud, 27e année, No 230 (déc. 1940), p. 561-574, 28e année, No 231 (janv. 1941), p. 21-34 (article signé Émile Novis) — Texte intégral de L'Iliade, ou le poème de la force sur Wikisource.
- 1940-1942 : Cahiers. I (dès oct. 1940, à Marseille), 1re éd. par Simone Pétrement, Paris, Plon, coll. « L'Épi », 1951 ; nouvelle éd. revue et augmentée par Florence de Lussy, Gallimard, 1970.
- 1940-1942 : Cahiers. II, 1re éd. Paris, Plon, 1953, coll. « L'Épi » ; nouvelle éd. revue et augmentée, 1972.
- 1940-1942 : La Pesanteur et la Grâce, Extraits des 11 Cahiers écrits à Marseille entre oct. 1940 et avril 1942, préface de Gustave Thibon, Paris, Plon, 1947, 208 p. — Texte intégral de La Pesanteur et la Grâce sur Wikisource.
- 1940-1943 : Pensées sans ordre concernant l'amour de Dieu, Paris, Gallimard, 1962. — Texte intégral de Pensées sans ordre concernant l’amour de Dieu sur Wikisource.
- 1940-1942 : Cahiers. III, 1re éd. Paris, Plon, 1956, coll. « L'Épi » ; nouvelle éd. revue et augmentée, 1974.
- 1941-1942 : Intuitions pré-chrétiennes, Paris, La Colombe, 1951, Éd. du Vieux-Colombier ; nouvelle édition Fayard 1985. — Texte intégral de Intuitions pré-chrétiennes sur Wikisource.
- 1942 : Lettre à un religieux, Paris, Gallimard, coll. « Espoir », 1951 ; nouvelle éd. Paris, Seuil, coll. « Livre de Vie », 1974. — Texte intégral de Lettre à un religieux sur Wikisource.
- 1942 : Attente de Dieu (lettres de janv. à mai 1942 au Père J.-M. Perrin), introduction de Joseph-Marie Perrin, O. P., 1re éd. Paris, La Colombe, Éd. du Vieux Colombier, 1950, 344 p. ; rééd. Paris, Fayard, 1966. — Texte intégral de Attente de Dieu sur Wikisource.
- 1942 : Correspondance 1942, Simone Weil & Joë Bousquet, édition établie, préfacée et annotée par Florence de Lussy et Michel Narcy, Éditions Claire Paulhan, Paris, 2019, 200p.  (ISBN 978-2-912222-63-3)[232].
- 1942 : « L'agonie d'une civilisation vue à travers un poème épique » et « En quoi consiste l'inspiration occitanienne », Cahiers du Sud, Le Génie d'Oc et l'Homme Méditerranéen (Numéro spécial), 29e année, Août - Sept. - Oct. 1942, p. 99-107 et 150-158 (articles signés Émile Novis).
- 1942-1943 : La connaissance surnaturelle, 1re éd. (par Albert Camus) Paris Gallimard coll. « Espoir », 1950, 337 p. ; rééd. Œuvres complètes, t. VI, vol. 4, 2006, 656 p. : Cahiers, juillet 1942-juillet 1943, La connaissance surnaturelle (Cahiers de New York et de Londres) — Texte intégral de La Connaissance surnaturelle sur Wikisource.
- 1943 : L'Enracinement, Prélude à une déclaration des devoirs envers l'être humain, 1re éd. Paris, Gallimard, coll. « Espoir », 1949, 381 p. ; rééd. Gallimard, coll. "Folio essais", 1990, 384 p. — Texte intégral de L’Enracinement sur Wikisource
- 1943 : Écrits de Londres et dernières lettres, Paris, Gallimard, 1957, coll. « Espoir », 264 p. — Texte intégral de Écrits de Londres et dernières lettres sur Wikisource
- Écrits historiques et politiques, Paris, Gallimard, coll. « Espoir », 1960. Lire en ligne.
- 1943 : La Personne et le Sacré : collectivité, personne, impersonnel, droit, justice, Paris, Allia, 2018, 80 p. (ISBN 979-10-304-0797-6). — Texte intégral de La Personne et le Sacré sur Wikisource

### Éditions
- Œuvres complètes, sous la dir. d'André-A. Devaux et Florence de Lussy, Paris, Gallimard, 1988 - ... Sur les 16 volumes divisés en 7 tomes prévus, 13 sont parus.
  - t. I Simone Weil (préf. André A. Devaux), Œuvres complètes, Premiers écrits philosophiques, Gallimard, 1988, 456 p. (ISBN 978-2-07-071240-3). 
  - t. II : Écrits historiques et politiques :
    - vol. 1 : L'engagement syndical (1927-juillet 1934), 1988, 424 p.  (ISBN 2-07-071424-1) ;
    - vol. 2 : L'expérience ouvrière et l'adieu à la révolution (juillet 1934 - juin 1937), 1991, 648 p.  (ISBN 2-07-072016-0) ;
    - vol. 3 : Vers la guerre (1937-1940), 1989, 352 p.  (ISBN 2-07-071715-1).

  - t. IV, Écrits de Marseille :
    - vol. 1 : 1940-1942 : Philosophie, science, religion, questions politiques et sociales, 2008, 608 p.  (ISBN 978-2-07-073334-7) ;
    - vol. 2 : 1941-1942 : Grèce - Inde - Occitanie, 2009, 816 p.  (ISBN 978-2-07-012680-4).

  - t. V, Écrits de New York et de Londres :
    - vol. 1 : 1942-1943, Questions politiques et religieuses, 2019, 768 p.  (ISBN 978-2-07-285664-8)
    - vol. 2 : 1943, L'Enracinement : Prélude à une déclaration des devoirs envers l'être humain, 2013, 480 p.  (ISBN 978-2-07-014295-8)

  - t. VI, Cahiers :
    - vol. 1 : 1933-septembre 1941, 1994, 576 p.  (ISBN 978-2-07-072811-4) ;
    - vol. 2 : Septembre 1941-février 1942, 1997, 744 p.  (ISBN 978-2-07-074731-3) ;
    - vol. 3 : Février 1942-juin 1942 : La porte du transcendant, 2002, 688 p.  (ISBN 978-2-07-076509-6) ;
    - vol. 4 : Juillet 1942-juillet 1943 : La connaissance surnaturelle, Cahiers de New York et Londres, 2006, 656 p.  (ISBN 978-2-07-076491-4).

  - t. VII, Correspondance :
    - vol. 1 : Correspondance familiale, 2012, 640 p.  (ISBN 978-2-07-013852-4).
- Œuvres, Paris, Gallimard, collection « Quarto », 1999, 1288 p.
- La Condition ouvrière, Paris, Gallimard, collection « Folio Essais », 2002, 528 p.